# Нью-Йорк
Нью-Йо́рк (англ. New York City слушатьо файле, сокр. NYC) — крупнейший город США, входящий в одну из крупнейших агломераций мира. Население города составляет 8 467 513 человек, агломерации — 19,77 млн (оценка на 2021 год). Нью-Йорк расположен на берегу Атлантического океана в юго-восточной части штата Нью-Йорк. Город был основан в начале XVII века голландскими колонистами и до 1664 года назывался Новый Амстердам.
Нью-Йорк включает пять административных округов (районов, боро): Бронкс, Бруклин, Куинс, Манхэттен и Статен-Айленд. Основные достопримечательности расположены в боро Манхэттен. Среди них: исторические небоскрёбы (Эмпайр-стейт-билдинг, Крайслер-билдинг), Рокфеллеровский центр, Вулворт-билдинг, художественный Метрополитен-музей, Метрополитен-опера, Карнеги-холл, Музей Соломона Гуггенхейма (живопись), Американский музей естественной истории (скелеты динозавров и планетарий), отель «Плаза», отель «Уолдорф-Астория», отель «Челси», штаб-квартира ООН, Гарлем.
Нью-Йорк — важный мировой финансовый, политический, экономический и культурный центр.

## История

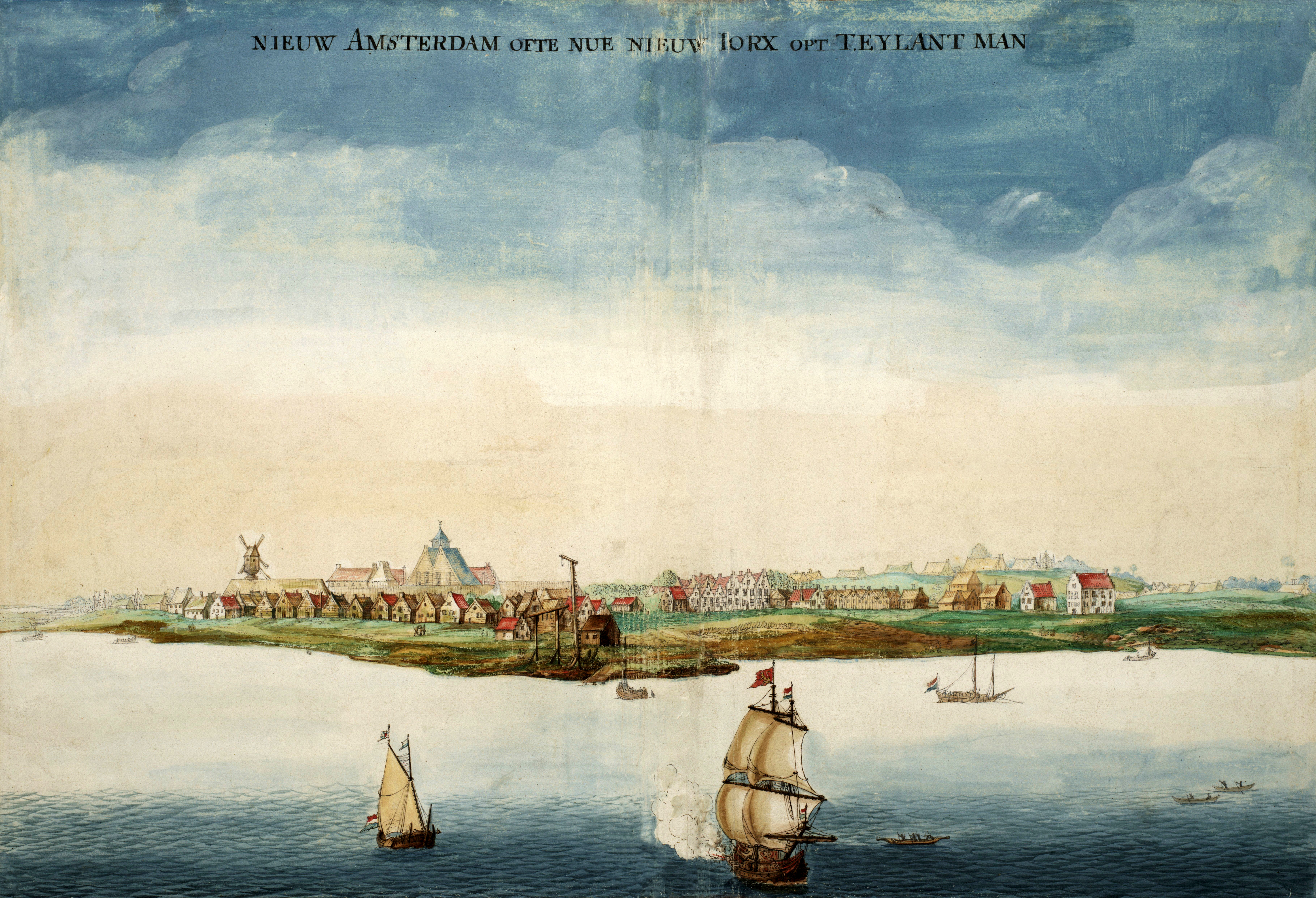
Новый Амстердам в 1664 году

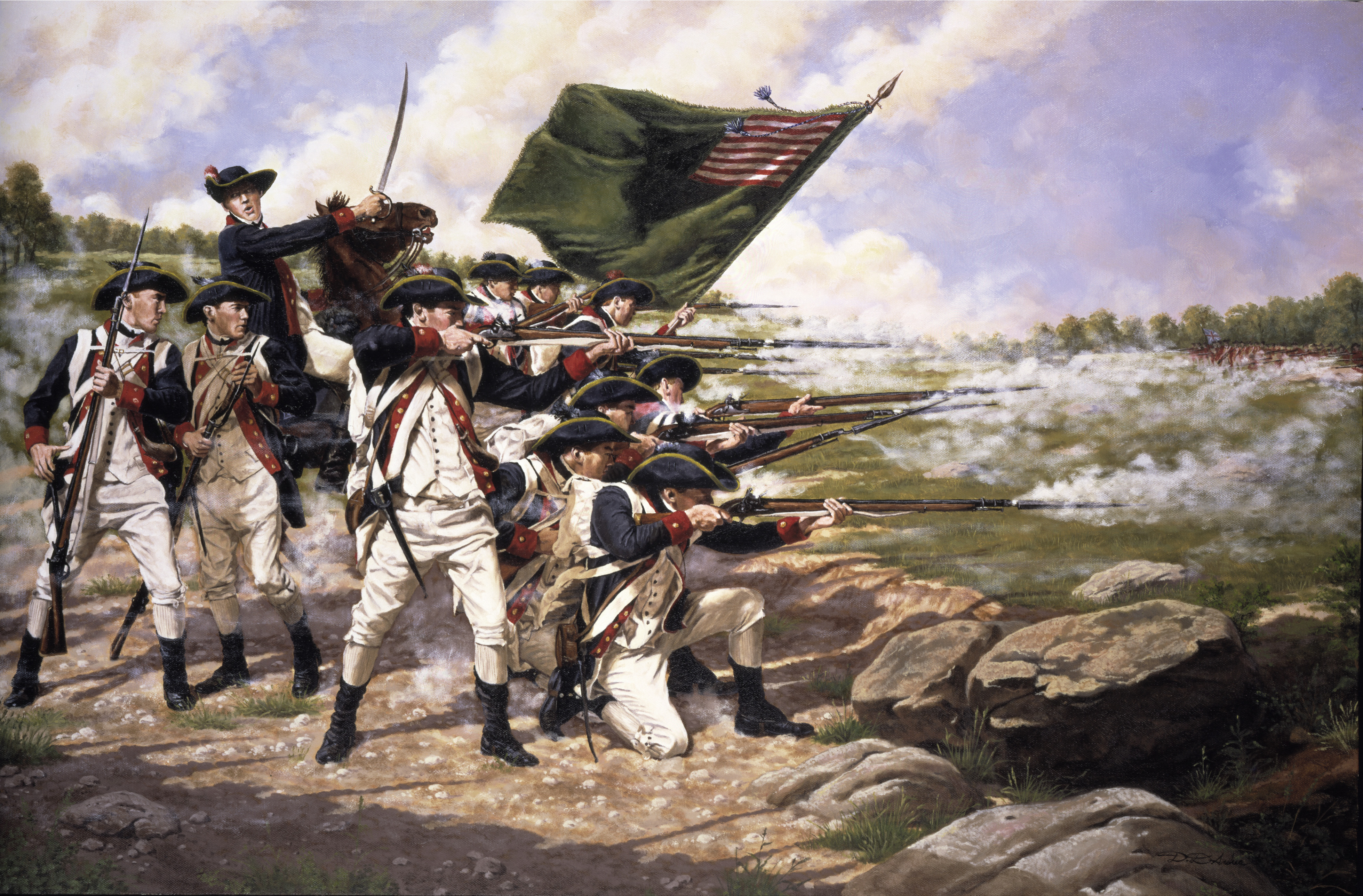
Битва за Лонг-Айленд, крупнейшее сражение Американской революции

На территории, где ныне расположен Нью-Йорк, задолго до появления здесь европейцев жили индейские племена Манахаттоу и Канарси. Это подтверждают находки наконечников стрел и других артефактов в районах города, не застроенных зданиями, например, Инвуд-Хилл-парк и Риверсайд-парк. Европейские поселения появились здесь в 1624 году. В 1625 году на южной оконечности Манхэттена было основано голландское поселение Новый Амстердам (нидерл. Nieuw Amsterdam). В 1664 году город был захвачен англичанами, не встретившими сопротивления со стороны губернатора Стёйвесанта, после чего город был переименован в Нью-Йорк (англ. Новый Йорк) в честь инициатора захвата — герцога Йоркского. По результатам Второй англо-голландской войны в 1667 году голландцы официально передали Нью-Йорк англичанам в обмен на колонию Суринам.
В начале Войны за независимость современная территория города являлась ареной важных сражений. В результате Бруклинской битвы в Бруклине начался большой пожар, в котором сгорела большая часть города. Нью-Йорк перешёл под контроль Великобритании, пока американцы вновь не завладели им в 1783 году. Этот день, получивший название «День Эвакуации», впоследствии отмечался в Нью-Йорке на протяжении многих лет.

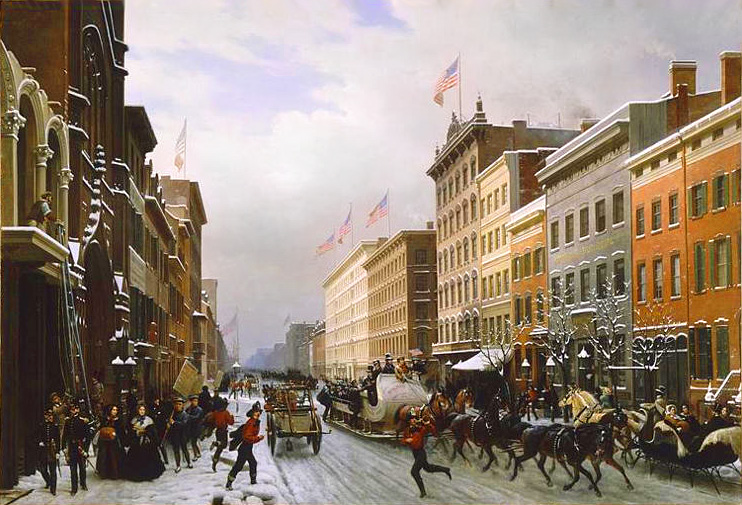
Бродвей, около 1840 года

В течение XIX века население города стремительно росло благодаря притоку большого количества иммигрантов. В 1811 году был разработан дальновидный генеральный план развития города, по которому сеть улиц была расширена, охватив весь Манхэттен. К 1835 году Нью-Йорк обогнал по количеству населения Филадельфию, став самым большим городом Соединённых Штатов. Тем не менее город продолжал оставаться весьма провинциальным, особенно с точки зрения жителей Европы. Чарльз Диккенс, посетивший США в 1842 году, оставил о Нью-Йорке следующее воспоминание

Но какая тишина на улицах! Разве нет здесь бродячих музыкантов, играющих на духовых или струнных инструментах? Ни единого. Разве днём здесь не бывает представлений петрушки, марионеток, дрессированных собачек, жонглёров, фокусников, оркестрантов или хотя бы шарманщиков? Нет, никогда. Впрочем, помнится, одного я видел: шарманщика с обезьянкой — игривой по натуре, но быстро превратившейся в вялую, неповоротливую обезьяну утилитарной школы. Обычно же ничто не оживляет улиц: тут не встретишь даже белой мыши в вертящейся клетке.— Чарльз Диккенс Американские заметки

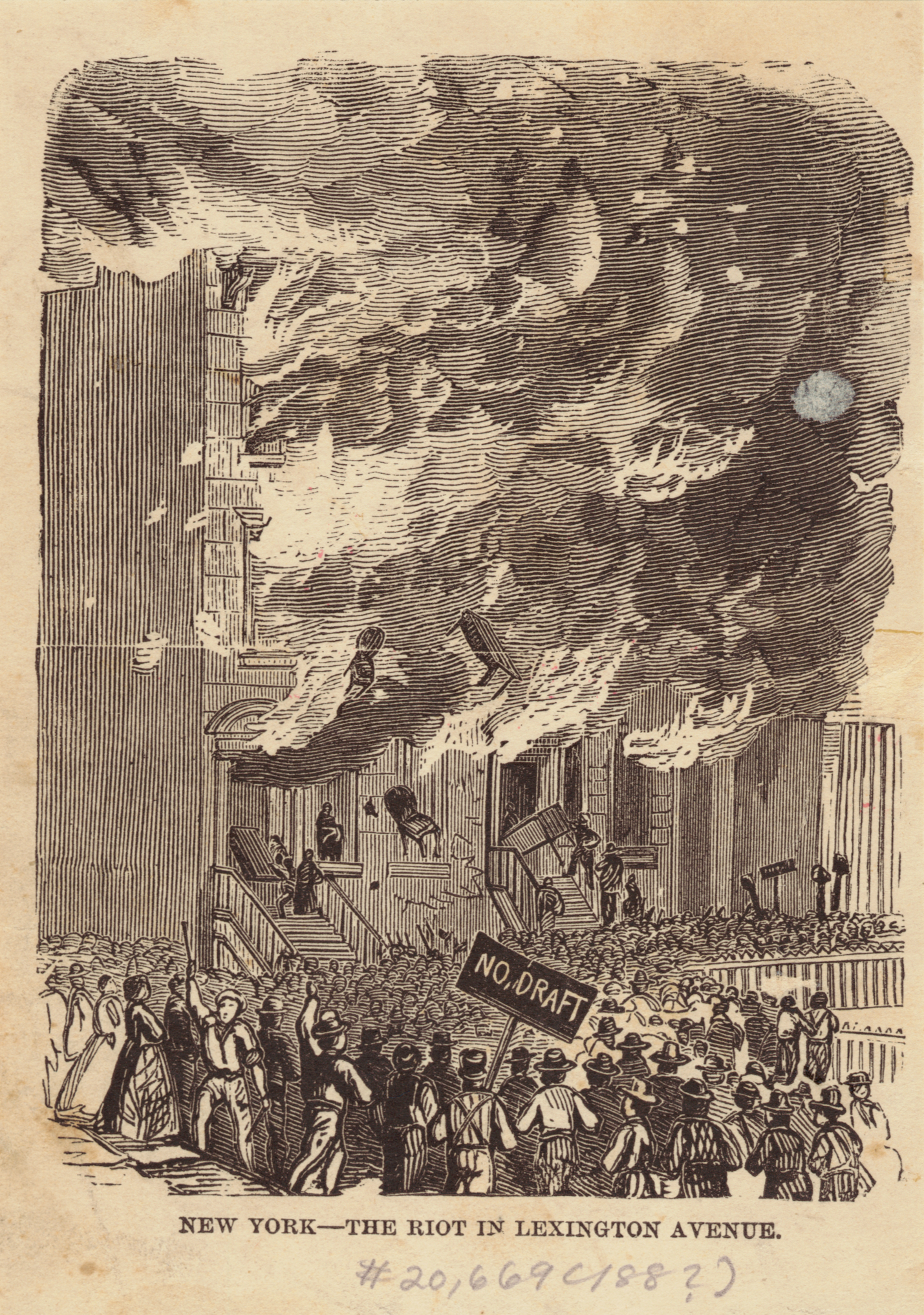
Бунт против военного призыва в 1863 году

Во время Гражданской войны прочные торговые связи города с Югом, а также его растущее иммигрантское население привели к расколу между сторонниками Союза и сторонниками Конфедерации, который достиг высшего накала в мятежах из-за призыва — самых крупных гражданских беспорядках в американской истории.
После войны темп иммиграции из Европы возрос ещё сильнее, и Нью-Йорк превратился в первую остановку для миллионов людей, прибывающих в Соединённые Штаты в поисках новой, лучшей жизни. В 1898 году город Нью-Йорк приобрёл сегодняшние границы: прежде он состоял из Манхэттена и Бронкса, присоединённого к городу с севера, от округа Уэстчестер (западный Бронкс в 1874 году, остальная территория — в 1895 году). В 1898 году, согласно новому законопроекту, была создана новая муниципальная единица, первоначально названная Большой Нью-Йорк. Новый город был разделён на пять районов (боро). Районы Манхэттен и Бронкс расширили свои границы и отныне покрывали территорию первоначального города и всю остальную часть округа Нью-Йорк. Район Бруклин был образован из города Бруклин и нескольких муниципалитетов в восточной части округа Кингс. Район Куинс был основан в западной части округа Куинс и покрывал несколько небольших городков и посёлков, включая Лонг-Айленд-Сити, Асторию и Флашинг. Район Статен-Айленд полностью вместил округ Ричмонд. Все бывшие городские органы управления внутри этих районов были упразднены. Год спустя территория округа Куинс, которая не попала в пределы района Куинс, была выделена в округ Нассо, который не входит в состав города Нью-Йорк. В 1914 году законодательные власти штата создали округ Бронкс, а округ Нью-Йорк сократился до размеров одного Манхэттена. Сегодня границы пяти районов Нью-Йорка в основном совпадают с границами соответствующих округов.
В первой половине XX века город стал мировым центром промышленности, торговли и связи. В 1904 году была построена первая линия подземного метро. В 1930-x годах очертания Нью-Йорка взмыли ввысь с постройкой нескольких самых высоких небоскрёбов мира. Одновременно с этим стремительно рос уровень преступности. Особенно резко высказалась газета «Геральд Трибюн» в отношении преступности в Нью-Йорке:
| В войне против преступности нация терпит самое тяжёлое поражение. Статистика показывает, что число граждан, убитых и раненных преступниками, уже превосходит потери США в первой мировой войне, причём число это увеличивается с каждым днём. |

После Второй мировой войны Нью-Йорк стал одним из неоспоримых мировых городов-лидеров. Строительство штаб-квартиры ООН в Нью-Йорке символизировало уникальное политическое значение города.
Одновременно с этим происходил переезд части населения в пригороды, что привело к медленному снижению численности населения. Впоследствии изменения в промышленности и торговле и рост преступности вовлекли в 1970-х годах Нью-Йорк в социальный и экономический кризис:
| Первое, что нас поразило в Нью-Йорке, — это его «голос»: душераздирающий вопль сирен полицейских автомобилей, встревоженный лай собак и будоражащий перезвон медных колоколов на пожарных машинах, непрекращающийся рокот моторов, шелест шин, стук голосов и свистков, которыми швейцары многочисленных гостиниц вызывают такси. (см. книга «18000 километров по Соединённым Штатам Америки», А. Овденко, 1972 г., с. 3) |

1980-е годы были периодом умеренного роста, сменившегося большим бумом 1990-х. Смягчение расовой напряжённости, значительное падение уровня преступности, рост иммиграции обновили город, и население Нью-Йорка впервые в его истории превысило 8 миллионов жителей. В конце 1990-х город много получил от успехов индустрии финансового сервиса в период бума «доткомов». Это стало одним из факторов роста цен на недвижимость в городе.
Террористические акты 11 сентября 2001 года затронули и Вашингтон, но Нью-Йорк пострадал больше всего вследствие атак на Всемирный торговый центр и образовавшейся из-за разрушения башен-близнецов токсичной пыли и плотного едкого дыма, который продолжал валить из развалин комплекса в течение нескольких месяцев после разрушения. Несмотря на это, расчистка центра взрыва была окончена быстрее, чем планировалось, после чего на месте разрушения начал возводиться новый комплекс ВТЦ. Так, к 2013 году было завершено строительство доминантного небоскрёба Всемирный торговый центр 1 высотой 541 метр.

## Физико-географическая характеристика

### География

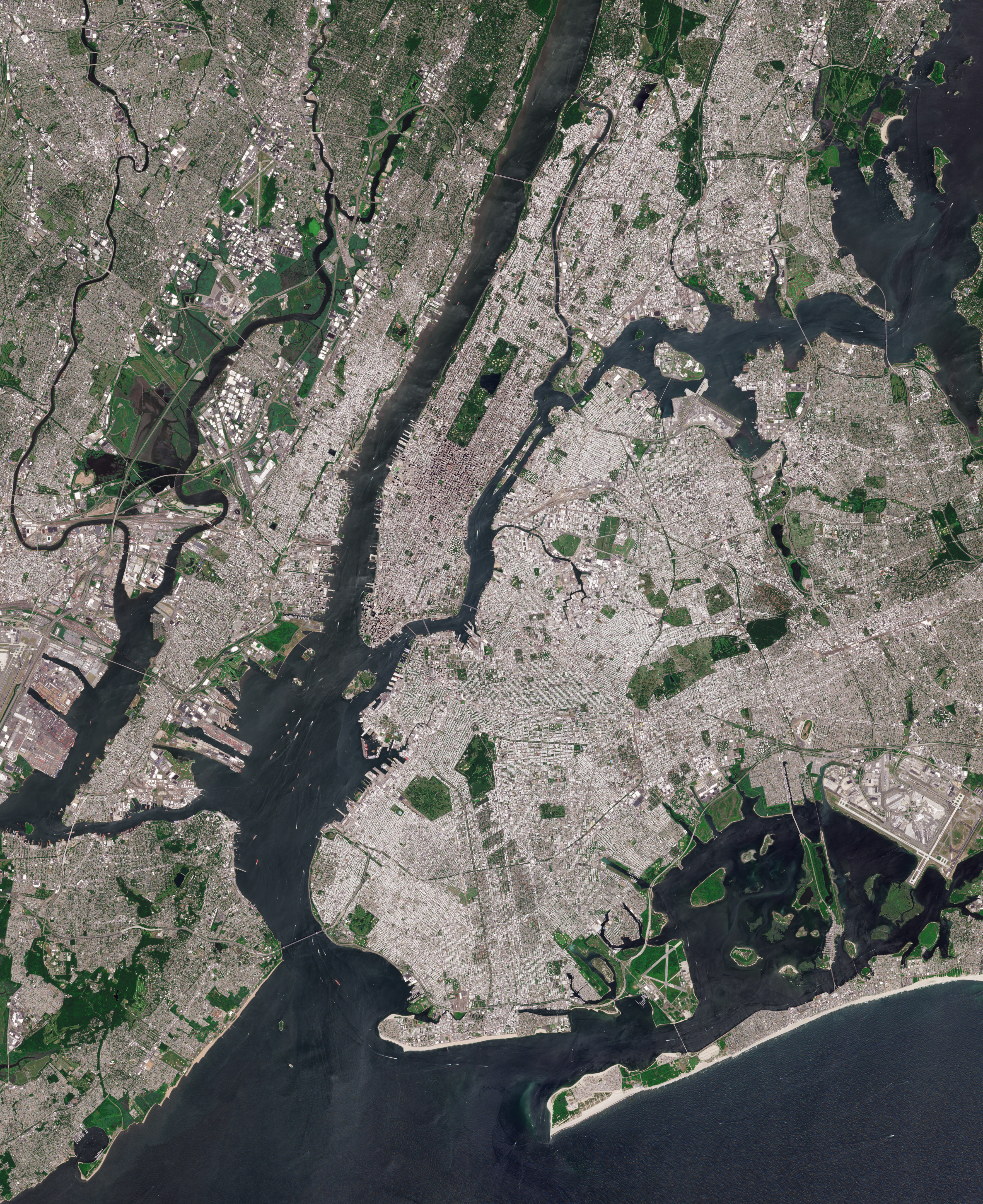
Нью-Йорк: вид из космоса

Город Нью-Йорк включает остров Манхэттен, остров Статен-Айленд, западную часть острова Лонг-Айленд, часть североамериканского материка (Бронкс) и несколько небольших островов в Нью-Йоркской гавани. Нью-Йорк находится примерно на 40° северной широты и 74° западной долготы. Нью-Йорк расположен в 354 км к северо-востоку от столицы государства Вашингтона. Самой высокой точкой Нью-Йорка является холм высотой 125 м в районе Тодт-Хилл на Статен-Айленде. Статен-Айленд — самый холмистый, просторный и наименее заселённый район города. В густонаселённом Манхэттене, наоборот, земля ограниченна и дорога́, что объясняет столь большое количество небоскрёбов. Согласно Бюро переписи населения США, город имеет площадь 1214,4 км², из которых 785,6 км² — суша и 428,8 км² (35,31 %) — вода. Длина побережья города — 837 км.
Согласно геологическим исследованиям американских учёных, проведённым в 2008 году, в 40 километрах к северу от города пересекаются два геологических разлома, что делает вероятными землетрясения магнитудой до 7. Место пересечения располагается рядом с АЭС Индиан-Пойнт.
Учёные из Геологической службы США и Университета Род-Айленда, проанализировав данные спутниковой альтиметрии и наземных геодезических наблюдений за последние несколько лет, пришли к выводу, что земная поверхность в Нью-Йорке опускается в среднем на 1—2 миллиметра в год.

### Климат
По классификации климата Кёппена, климат Нью-Йорка характеризуется как влажный субтропический с жарким летом (Cfa). Согласно классификации Алисова, климат города является умеренно континентальным, однако с существенным влиянием субтропического.
Осадки распределены сравнительно равномерно в течение года. Среднегодовое количество часов солнечного сияния — 2680 часов. Несмотря на то, что город находится на побережье океана, разница в температуре между летом и зимой достаточно большая, так как преобладающее движение воздушных масс — со стороны материка. Влияние океана второстепенно, но всё же несколько смягчает колебания температур. Ещё одним фактором является плотная городская застройка, которая способствует созданию микроклимата с повышенной средней температурой.
Зимой на погоду в городе влияет полярный фронт. Он отделяет тропический воздух от умеренного. Летом Нью-Йорк обычно находится между полярным и пассатным фронтами. Пассатный фронт разграничивает сферы влияния субтропических антициклонов внутри соответствующего пояса. На Нью-Йорк иногда (не каждый год) обрушиваются тропические циклоны.
Зимой в Нью-Йорке температура в среднем между −2 °C и +5 °C с нередкими отклонениями от нормы. Почти каждой зимой выпадает снег, в среднем 60 см за год. Весна мягкая, с температурой от 7 °C до 16 °C. Летом в Нью-Йорке сравнительно жарко, средняя температура от 19 °C до 28 °C, имеются периоды высокой влажности воздуха. Часто температура превышает 32 °C, а изредка достигает 38 °C жары и выше. Осень в Нью-Йорке мягкая, с температурой от 10 °C до 18 °C. Возникновение сильных метелей не исключено вплоть до апреля.
| Показатель                     | Янв.  | Фев.  | Март | Апр.  | Май   | Июнь | Июль  | Авг.  | Сен.  | Окт. | Нояб. | Дек.  | Год    |
| ------------------------------ | ----- | ----- | ---- | ----- | ----- | ---- | ----- | ----- | ----- | ---- | ----- | ----- | ------ |
| Абсолютный максимум, °C        | 22,2  | 23,9  | 30,0 | 35,6  | 37,2  | 38,3 | 41,1  | 40,0  | 38,9  | 34,4 | 28,9  | 23,9  | 41,1   |
| Средний суточный максимум, °C  | 3,5   | 5,3   | 9,8  | 16,2  | 21,6  | 26,3 | 28,9  | 28,1  | 24,0  | 17,7 | 12,1  | 6,1   | 16,6   |
| Средняя температура, °C        | 0,3   | 1,8   | 5,8  | 11,7  | 16,9  | 21,9 | 24,7  | 24,0  | 20,0  | 13,8 | 8,7   | 3,1   | 12,7   |
| Средний суточный минимум, °C   | −2,8  | −1,7  | 1,8  | 7,1   | 12,2  | 17,6 | 20,4  | 19,9  | 16,0  | 10,0 | 5,3   | 0,0   | 8,8    |
| Абсолютный минимум, °C         | −21,1 | −26,1 | −15  | −11,1 | 0,0   | 6,7  | 11,1  | 10,0  | 3,9   | −2,2 | −11,1 | −25   | −26,1  |
| Норма осадков, мм              | 104,9 | 80    | 111  | 108,7 | 119,1 | 97,5 | 117,3 | 107,2 | 107,4 | 97,8 | 110,7 | 100,3 | 1262,1 |
| Источник: NOAA Погода и климат |       |       |      |       |       |      |       |       |       |      |       |       |        |

## Население

Демографическая пирамида Нью-Йорка в 2021

В прошлом подавляющее большинство населения города составляли переселенцы из Европы: в середине XIX века — преимущественно ирландцы и немцы, к началу XX века — евреи и итальянцы. В 1940 году примерно 94 % населения неофициальной столицы США составляли белые. Однако этнический облик стремительно менялся по мере переселения белых в пригороды. Это явление, получившее название «субурбанизация», впервые в массовом масштабе проявилось именно в Нью-Йорке. В пределах городской черты уезжавших замещали представители других рас. За последние десятилетия Нью-Йорк принял немало выходцев из Азии, особенно китайцев, индийцев и пакистанцев, а также уроженцев многих стран Латинской Америки и Карибского бассейна.
В результате мощных притоков иммиграции Нью-Йорк одним из первых среди американских городов — в середине 1980-х годов — утратил белое большинство и стал вотчиной латиноамериканцев и афроамериканцев. К настоящему времени Манхэттен и Статен-Айленд — единственные боро с преобладанием белого населения. Одним из символов переселенческих процессов является Музей иммиграции на острове Эллис. Он основан на месте, где до 1954 года существовал главный пункт по приёму переселенцев, через который прошло более 20 миллионов будущих граждан США.
| Этнические группы Нью-Йорка    | Этнические группы Нью-Йорка | Этнические группы Нью-Йорка | Этнические группы Нью-Йорка | Этнические группы Нью-Йорка |
| ------------------------------ | --------------------------- | --------------------------- | --------------------------- | --------------------------- |
| белые американцы               |                             |                             | 44 %                        |                             |
| негроиды                       |                             |                             | 25.5 %                      |                             |
| латиноамериканцы (кроме белых) |                             |                             | 17.9 %                      |                             |
| азиаты                         |                             |                             | 12.7 %                      |                             |

Иммиграция — ключевой фактор стремительного роста населения города. В 1870-х годах число жителей исторического ядра — Манхэттена — перевалило за миллион, к моменту образования в 1898 году единого Нью-Йорк-Сити превысило 3,4 миллиона. В 2000 году в Нью-Йорке насчитывалось 8 008 278 человек, 3 021 588 домохозяйств и 1 852 233 семьи. Плотность населения — 10 194,2 чел./км². В городе 3 200 912 жилищных единиц со средней плотностью 4074,6/км². Расовый состав города: 44,66 % белых, 26,59 % чёрных и афроамериканцев, 0,52 % коренных американцев (индейцев), 9,83 % азиатов, 0,07 % тихоокеанцев, 13,42 % других рас, и 4,92 % людей, причисляющих себя к двум или более расам. 26,98 % населения — латиноамериканцы, независимо от расы.
Медианный доход домохозяйств в городе — 38 293 $, семей — 41 887 $. Средний доход у мужчин - 37 435 $, у женщин - 32 949 $. Доход на душу населения - 22 402 $. 21,2 % населения и 18,5 % семей находятся ниже черты бедности. Из всех людей, живущих в бедности, 30,0 % моложе 18 лет, и 17,8 % - в возрасте 65 лет и старше.
Среди 3 021 588 домохозяйств, в 29,7 % есть дети моложе 18 лет; 37,2 % состоят из супружеских пар, живущих вместе; в 19,1 % глава домохозяйства — женщина без мужа; 38,7 % домохозяйств — не семьи. 31,9 % всех домохозяйств состоят из самостоятельных личностей, и в 9,9 % живёт один человек возрастом 65 лет или старше. Средний размер домохозяйства 2,59, а средний размер семьи - 3,32 человека.
По возрасту, население города разбивается следующим образом: 24,2 % моложе 18 лет, 10,0 % от 18 до 24, 32,9 % от 25 до 44, 21,2 % от 45 до 64, и 11,7 % возрастом 65 лет и старше. Медианный возраст 34 года. На каждые 100 женщин приходится 90,0 мужчин. На каждые 100 женщин возрастом 18 лет и больше приходится 85,9 мужчин.
| Расовый состав                 | 2010   | 1990   | 1970   | 1940   |
| ------------------------------ | ------ | ------ | ------ | ------ |
| Белые американцы               | 44,0 % | 52,3 % | 76,6 % | 93,6 % |
| —Неиспаноязычные белые         | 33,3 % | 43,2 % | 62,9 % | 92,0 % |
| —Белые латиноамериканцы        | 10,7 % | 9,1 %  | 13,5 % | 1,6 %  |
| Чернокожие или афроамериканцы  | 25,5 % | 28,7 % | 21,1 % | 6,1 %  |
| Латиноамериканцы (кроме белых) | 17,9 % | 15,3 % | 2,7 %  | −      |
| Азиаты                         | 12,7 % | 7,0 %  | 1,2 %  | −      |

## Религия

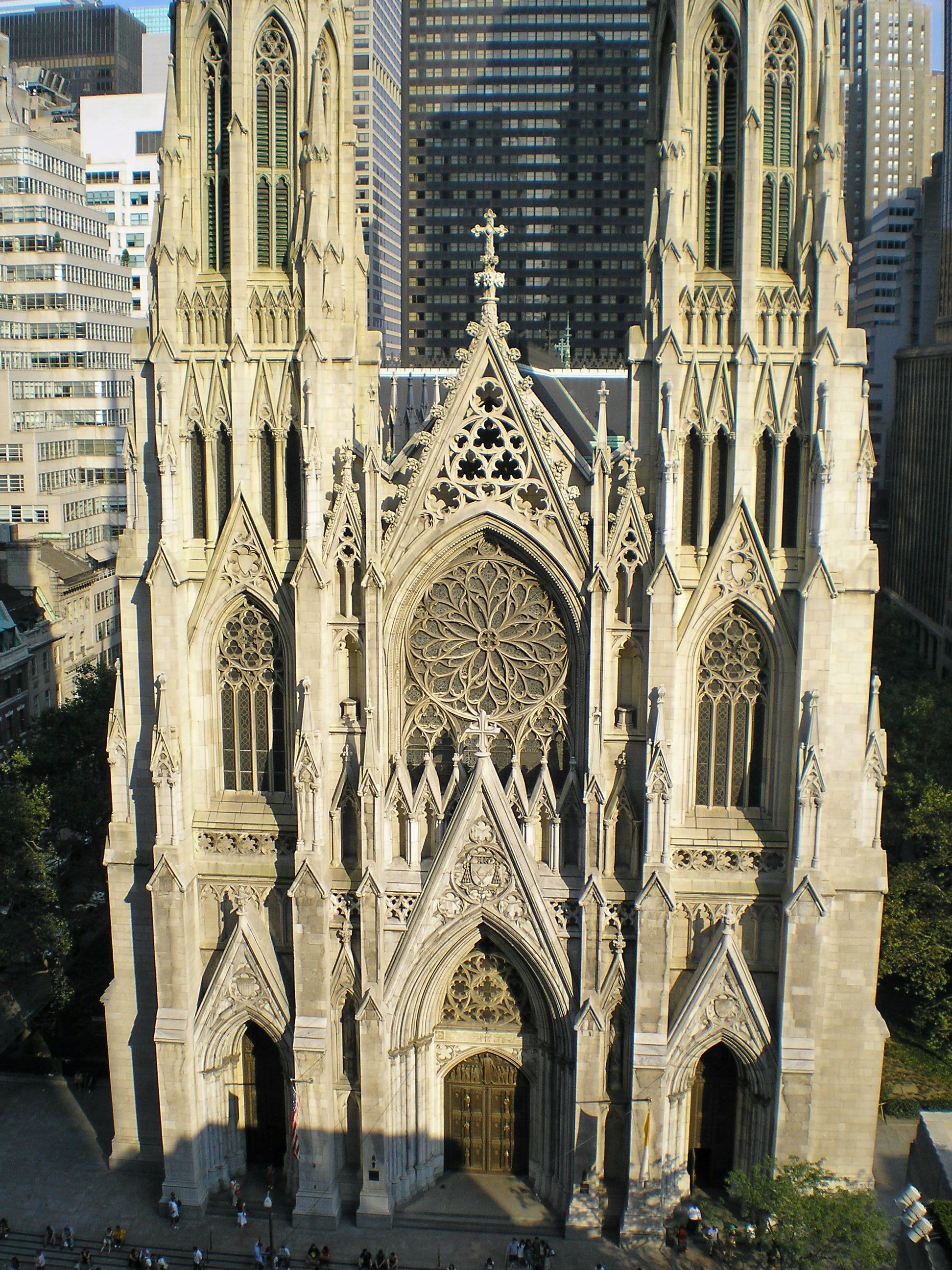
Собор Святого Патрика

В городе проживают представители практически всех религий и религиозных сект мира. Численно доминируют христиане и последователи иудаизма. В Нью-Йорке есть культовые сооружения всех основных религий.
Некоторые городские храмы:
Католические и протестантские
- Собор Иоанна Богослова
- Собор Святого Патрика
- Церковь Троицы
- Риверсайдская церковь

Православные и др.
- Николаевский собор
- Синодальный Знаменский собор
- Собор Святого Вардана (армянская апостольская церковь)

Мечети
- Исламский культурный центр[22]

## Экономика
| Крупнейшие компании, базирующиеся в Нью-Йорке по версии Fortune 500 на 2022 год. |     |
| Компания                                                                         | США |
| Verizon Communications                                                           | 23  |
| JPMorgan Chase                                                                   | 24  |
| Pfizer                                                                           | 43  |
| Citigroup                                                                        | 44  |
| MetLife                                                                          | 50  |
| Goldman Sachs Group                                                              | 57  |
| Morgan Stanley                                                                   | 61  |
| AIG                                                                              | 67  |
| New York Life Insurance Company                                                  | 72  |
| Bristol-Myers Squibb                                                             | 82  |
| American Express                                                                 | 85  |
| StoneX Group                                                                     | 87  |
| TIAA                                                                             | 90  |
| Travelers                                                                        | 103 |
| Philip Morris International                                                      | 110 |
| Paramount Global                                                                 | 116 |
| KKR                                                                              | 138 |
| Macy's                                                                           | 144 |
| Blackstone                                                                       | 159 |
| Marsh McLennan                                                                   | 177 |
| BlackRock                                                                        | 184 |
| Colgate-Palmolive                                                                | 211 |
| Estée Lauder Companies                                                           | 228 |
| The Bank of New York Mellon                                                      | 229 |
| Loews Hotels                                                                     | 246 |
| The Guardian Life Insurance Company of America                                   | 247 |
| Omnicom Group                                                                    | 255 |
| Consolidated Edison                                                              | 276 |
| 21st Century Fox                                                                 | 287 |
| Warner Bros. Discovery                                                           | 310 |
| Alleghany Corporation                                                            | 318 |
| International Flavors & Fragrances                                               | 322 |
| Assurant                                                                         | 325 |
| Equitable Holdings                                                               | 336 |
| The Interpublic Group of Companies                                               | 353 |
| News Corp.                                                                       | 374 |
| PVH                                                                              | 385 |
| Apollo Global Management                                                         | 386 |
| Jefferies Financial Group                                                        | 387 |
| Foot Locker                                                                      | 390 |
| S&P Global                                                                       | 417 |
| Hess Corporation                                                                 | 447 |
| Compass                                                                          | 495 |

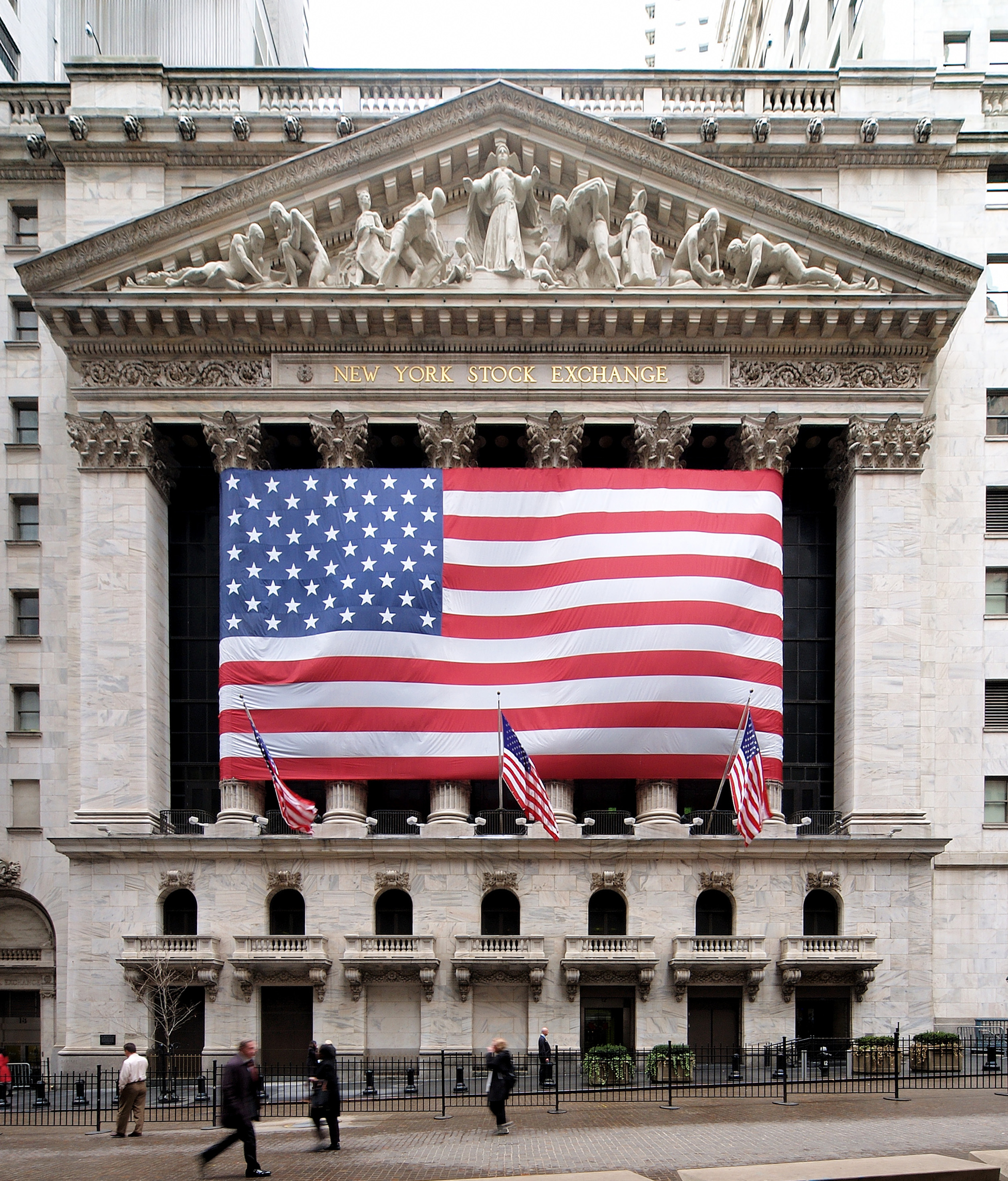
Нью-Йоркская фондовая биржа — крупнейшая в мире по объёму рыночной капитализации

Нью-Йорк — важнейший экономический центр Соединённых Штатов и всего мира. Нью-Йорк, наряду с Лондоном и Токио, называют одним из трёх основных центров мировой экономики. Валовый региональный продукт городского региона Нью-Йорка в 2007 году составил $1210,2 млрд, что ставило его на первое место среди мегаполисов США.

Рекламная панель NASDAQ MarketSite на Таймс-сквер

Уолл-стрит

Нью-Йорк является важнейшим финансовым центром страны и мира, финансовые организации, расположенные в городе, на конец 2008 года контролировали до 40 % мировых финансов. Нью-Йорк избрали местом расположения своих штаб-квартир такие финансовые организации как Citigroup, J.P. Morgan & Co., American International Group, Goldman Sachs, Morgan Stanley, Merrill Lynch и др. Кроме этого, в городе расположены штаб-квартиры многих крупных нефинансовых корпораций, среди которых Verizon Communications, Pfizer, Alcoa, News Corporation, Colgate-Palmolive и др. В городе находятся такие биржи, как NYSE, Nasdaq, Американская фондовая биржа, Нью-Йоркская товарная биржа и Нью-Йоркская торговая палата. Нью-Йоркская финансовая отрасль сосредоточена на Уолл-стрит в нижнем Манхэттене.
Важная роль в городской экономике сохраняется и за традиционным производством, хотя доля занятых в этом секторе уменьшается. Основные отрасли промышленности, развитые в городе: машиностроение, химическая промышленность, производство текстиля, продуктов питания. Быстро развиваются новейшие отрасли: биотехнологии, разработка программного обеспечения, интернет-бизнес. Серьёзная роль принадлежит строительству и девелопменту: Нью-Йорк известен как город с одной из самых высоких цен на недвижимость в мире.
Первоначально Нью-Йорк был центром американской кинематографии, но затем уступил эту роль Голливуду, однако и сейчас в Нью-Йорке продолжают производить некоторые фильмы и телепередачи. Нью-Йорк является столицей моды США, здесь находятся штаб-квартиры многих модельеров. В Нью-Йорке находится множество издательств, и здесь часто впервые печатаются новые книги. Значительное развитие получила туристическая индустрия.

### Занятость
По состоянию на 2012 год крупнейшими работодателями в Нью-Йорке являлись городские власти (148 898 человек), департамент образования Нью-Йорка (119 410 человек), Metropolitan Transportation Authority (66 804 человека), федеральное правительство США (50 700 человек), New York City Health and Hospitals Corporation (36 244 человека), JPMorgan Chase (27 157 человек), власти штата Нью-Йорк (25 441 человек), Citigroup (24 809 человек), Northwell Health (20 775 человек) и Mount Sinai Hospital (18 999 человек).

### Туризм

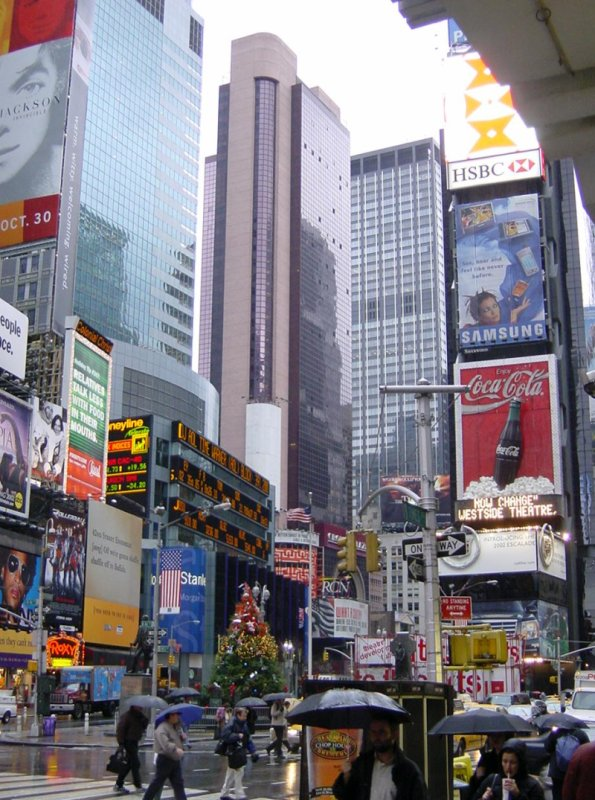
Таймс-сквер

Туризм занимает важное место в жизни Нью-Йорка. В 2010 году его посетили 48,7 миллиона туристов, в том числе 39 миллионов американцев и 9,7 миллиона — из других стран мира. Нью-Йорк является самым привлекательным городом для туристов, приезжающих в Америку из-за рубежа. По данным контролера штата Нью-Йорк, в 2020 году завершился 10-летний период рекордного роста туризма в городе, и число посетителей Нью-Йорка сократилось до 22,3 миллиона (с 66,6 миллиона в 2019 году), причиной называют пандемию коронавируса и связанные с ней поведенческие и правительственные ограничения.
Одними из самых заметных достопримечательностей города являются статуя Свободы, Эмпайр-стейт-билдинг, остров Эллис, театры Бродвея, музеи, такие как музей Метрополитен, и другие достопримечательности, включая Центральный Парк, Рокфеллер-центр, Таймс-сквер, Бронксский зоопарк, Ботанический сад Нью-Йорка, Пятая и Медисон-авеню, а также такие события, как Парад Хэллоуин в Гринвич-Виллидж и Кинофестиваль Трайбека.

## Транспорт и инфраструктура

### Транспорт
К общественному транспорту Нью-Йорка относятся метро (помимо городского метрополитена, существует также обособленная наземная метролиния на Статен-Айленде, а также — подземка, связывающая Манхэттен с прилегающими населёнными пунктами штата Нью-Джерси, — PATH), автобусы, такси, канатная дорога, связывающая Манхэттен с островом Рузвельт, автоматизированное мини-метро, обслуживающее аэропорт им. Кеннеди, а также паромы. Имеется также пригородное железнодорожное сообщение, связывающее Нью-Йорк с Лонг-Айлендом, штатами Нью-Джерси и Коннектикут, а также — близлежащими населёнными пунктами штата Нью-Йорк. Большинство этих систем находится в ведении регионального управления MTA (The Metropolitan Transportation Authority). Нью-джерсийская транспортная корпорация — NJ Transit — распоряжается железнодорожными и автобусными маршрутами обслуживающими Нью-Джерси. Портовое управление Нью-Йорка и Нью-Джерси обслуживает трансгудзонскую подземку PATH (Port Authority Trans Hudson), мини-метро «Airtrain» в аэропорту им. Кеннеди и одноимённый монорельс в аэропорту Ньюарк, а также — нью-йоркский автовокзал.
В отличие от других крупных городов США, общественный транспорт — самый популярный способ передвижения. Так, в 2005 году 54,6 % жителей Нью-Йорка добирались до работы, используя общественный транспорт. Примерно каждый третий пользователь общественного транспорта в США и две трети пользователей железной дороги живёт в Нью-Йорке и его пригородах. Это сильно отличает его от остальной части страны, где около 90 % жителей пригородов используют собственные автомобили для передвижения к рабочему месту. Нью-Йорк — единственный город в Соединённых Штатах, где больше чем в половине домохозяйств нет автомобиля (при этом в Манхэттене аналогичный показатель превышает 75 %, а в целом по стране процент подобных домохозяйств составляет всего 8 %). Согласно Бюро переписи США, жители Нью-Йорка в среднем тратят 38,4 минуты в день для того, чтобы добраться до своей работы.

#### Городской транспорт

##### Метрополитен

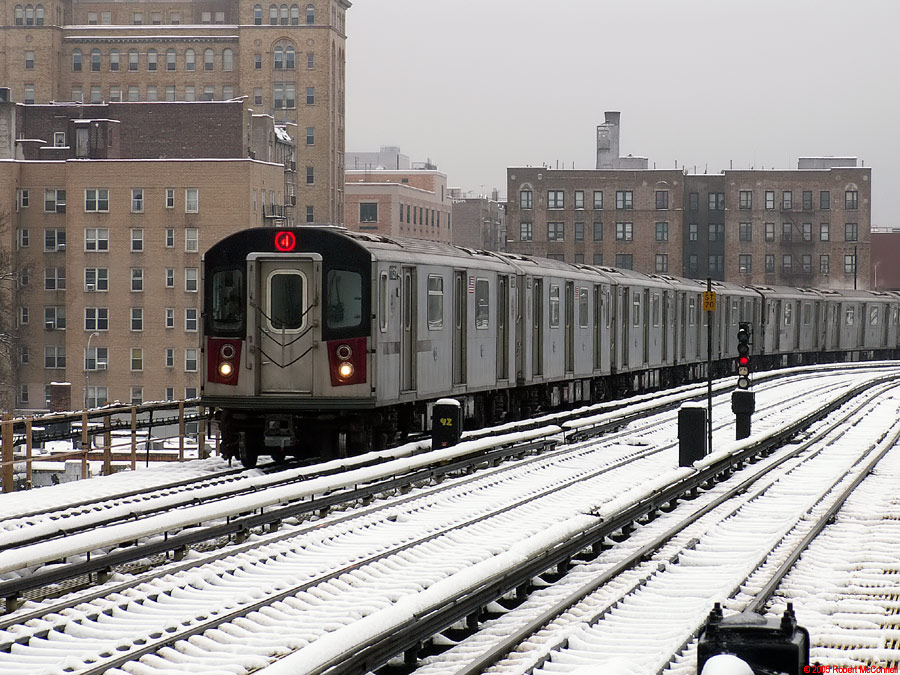
Поезд Нью-Йоркского метро на поверхности

Метрополитен Нью-Йорка включает в себя 472 станции на 25 маршрутах, имеет общую длину в 1370 км и является самым протяжённым в мире по общей длине маршрутов (самое длинное по линиям метро — Пекинское). Метро охватывает 4 из 5 городских районов (Манхэттен, Бруклин, Куинс и Бронкс). Оно традиционно именуется subway (подземка), хотя 40 % путей и треть станций находятся на поверхности и расположены на уровне земли или на эстакадах.
Первая линия городской надземки в Нью-Йорке была открыта в 1868 году частной компанией BRT (Brooklyn Rapid Transit, позже BMT, Brooklyn-Manhattan Transit). Большинство надземных линий того времени в настоящее время снесено, лишь некоторые из них были реконструированы и вошли в состав нынешней метросистемы. Первая же подземная линия метро была открыта 27 октября 1904 года компанией IRT (Interborough Rapid Transit). До 1932 года метрополитен находился в частном владении и принадлежал двум компаниям: BMT и IRT. Затем к ним добавилась муниципальная компания IND, которая в 1940 году скупила обе частные и объединила городской метрополитен в единый хозяйственный комплекс. В настоящее время управляющая метрополитеном компания — MTA — также управляет и сетью городских автобусных маршрутов.
За исключением четырёх станций, метрополитен работает круглосуточно, перевозя около 4,5 миллиона человек в сутки. В начале 1990-х годов началась разработка проекта по переводу нью-йоркского метрополитена на автоматическое управление.
По состоянию на март 2015 года стоимость однократной поездки составляет 2,75 $ (одноразовый билет для поездки на метро даёт право в течение 2 часов продолжить поездку на автобусе городской автобусной сети, также управляемой МТА; допускается и обратный вариант: автобус — метро; а также пересадка автобус — автобус).
Проездной билет на 7 суток стоит 31 $, на 30 суток — 116,50 $. При этом многодневный проездной билет даёт право на неоднократный без ограничений проезд в метрополитене и в автобусах города в течение срока его действия. Отсчёт начала срока действия проездного (то есть фиксация первых суток использования билета) производится с момента первого прохода через турникет метрополитена или автобуса вне зависимости от времени прохода и заканчивается в 24:00 последних суток действия.

##### Автобус
Нью-Йорк имеет развитую сеть автобусных маршрутов, которая ежедневно перевозит более 2 миллионов пассажиров. Автобусная сеть Нью-Йорка включает более 200 местных (курсирующих исключительно по своему району) и 30 скоростных (межрайонных) маршрутов, на которых работает более 5900 автобусов. Каждый местный маршрут имеет номер и буквенный префикс, обозначающий район, который он обслуживает (B — Бруклин, Bx — Бронкс, M — Манхэттен, Q — Куинс, S — Статен-Айленд), а скоростные маршруты обозначены префиксом X.
Стоимость проезда по состоянию на март 2017 года — 2,75 $, в автобусах-экспресс — 6,50 $. При этом у водителя можно попросить «трансфер». Этот документ позволяет в течение двух часов произвести пересадку и без оплаты продолжить движение на другом автобусе (в попутном или пересекающем направлении, но не в обратном), либо на метро.
Также для проезда можно воспользоваться билетом, выданным в метрополитене, после использования этого билета для поездки на поезде метро.

##### Городской поезд Статен-Айленда
Не связанная с метро и пригородными поездами, линия городского поезда на Статен-Айленде имеет поезда, аналогичные метрополитеновским, и действует под управлением той же компании MTA. Рассматриваются проекты по преобразованию действующих и заброшенных железнодорожных линий острова в две линии лёгкого метро.

##### Канатная дорога

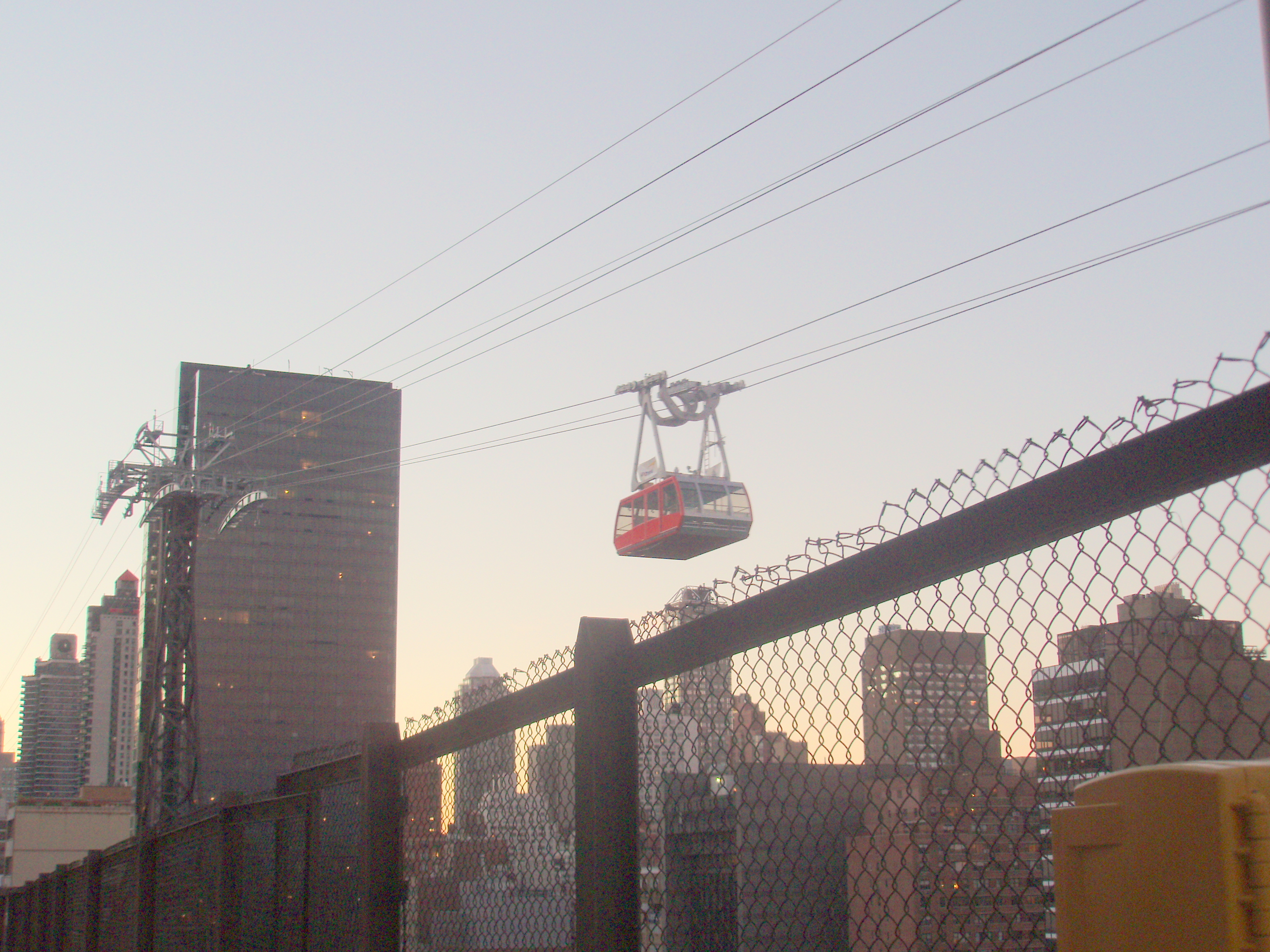
Канатная дорога, соединяющая Манхэттен и остров Рузвельт

В 1976 году была запущена канатная дорога, соединяющая Манхэттен и остров Рузвельт. Дорога имеет длину 940 м и две станции и управляется компанией MTA.

##### Миниметро-аэроэкспресс
Самая новая в городском транспорте, система автоматических поездов (peoplemover, пиплмувер) — аэроэкспрессов (airtrain) действует с 2003 года, связывает аэропорт имени Джона Кеннеди с линиями метро и пригородных поездов, имеет 3 маршрута на линии длиной 13 км и управляется Портовым управлением Нью-Йорка и Нью-Джерси (The Port Authority of NY and NJ), в ведении которого находятся нью-йоркские аэропорты и ряд других транспортных объектов в регионе.

##### Такси

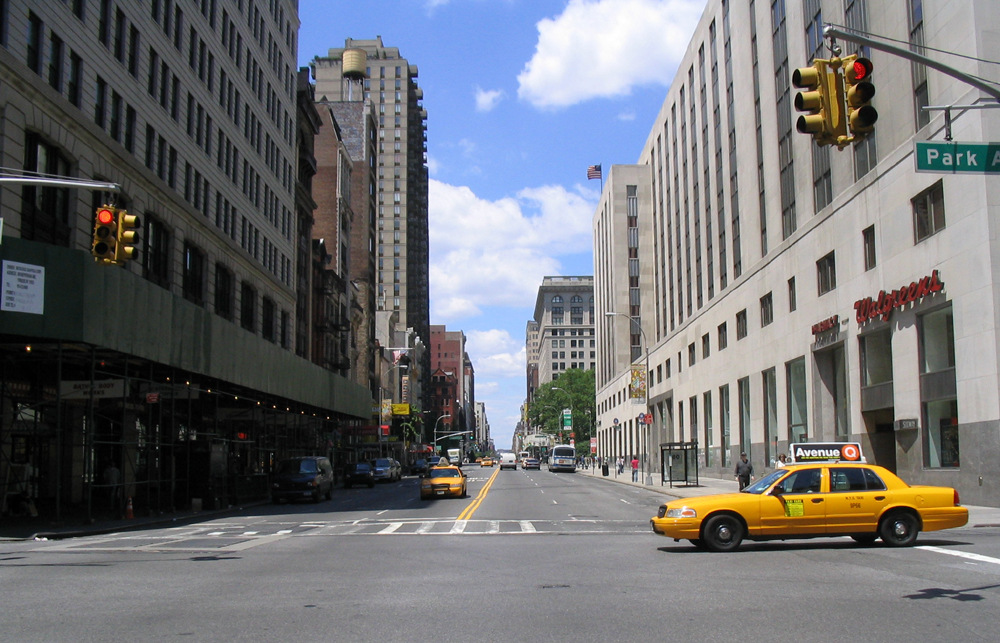
Нью-йоркское такси

Традиционно жёлтые и многочисленные нью-йоркские такси пользуются очень большой популярностью.

##### Паром
Несмотря на наличие объездных тоннелей и мостов через другие районы, действует бесплатный паром между Манхэттеном и Статен-Айлендом. Этот паром перевозит около 22 миллионов пассажиров в год, что делает его крупнейшей в мире чисто пассажирской паромной линией и наиболее загруженным паромным маршрутом в США. Кроме того, действуют и другие паромные линии, соединяющие Манхэттен с остальными частями города.

#### Транспорт в регионе

##### Пригородное железнодорожное сообщение
В ведении МТА находятся две крупнейшие в стране пригородные железнодорожные системы — лонг-айлендская (The Long Island Rail Road — LIRR) и севернорегиональная (Metro North Railroad — MNR). LIRR связывает город с Лонг-Айлендом, о чём свидетельствует её название. MNR обслуживает северные пригороды Нью-Йорка и штат Коннектикут. LIRR является одной из немногих в стране железных дорог, сохранивших своё историческое название, под которым она когда-то функционировала как часть Пенсильванской железной дороги (Pennsylvania Railroad). Маршруты ныне являющиеся частью MNR в прошлом принадлежали Нью-Йоркской Центральной дороге (New York Central). Транспортное управление Нью-Джерси (NJ Transit) обслуживает маршруты связывающие город Нью-Йорк с разными точками этого соседнего штата. Эти маршруты тоже когда-то были частью Пенсильванской дороги.

Пенсильванский железнодорожный вокзал в 1900-х годах

##### Пригородные автобусы
Единой системы пригородных автобусных маршрутов в Нью-Йорке нет. Автобусное сообщение в разных пригородах Нью-Йорка осуществляется разными фирмами и отличается друг от друга.
До 2011 года МТА обслуживало сеть автобусных маршрутов в пределах лонг-айлендского округа Нассо (и связывающие его с нью-йоркским Куинсом) под маркой «Long Island Bus». В 2011 году власти округа приняли решение отказаться от услуг МТА и передать автобусную систему под контроль всемирно известной французской компании Veolia Transportation, американский филиал которой базируется в штате Иллинойс. Система получила новое название — Nassau Inter County Express (или, сокращённо, NICE).
В округе Уэстчестер (находящемся к северу от города) местные маршруты осуществляет компания Bee Line. Она же связывает Вестчестер с нью-йоркским Бронксом.
NJ Transit помимо железнодорожных перевозок также обладает крупной сетью автобусных маршрутов по всему Нью-Джерси. Автобусные маршруты NJ Transit подразделяются на местные (курсирующие на относительно небольшое расстояние, главным образом в урбанизированной местности) и экспрессы (покрывающие более далёкие расстояния). С автовокзала Port Authority отправляются обе разновидности нью-джерсийских автобусов.
Кроме того, существует немало частных компаний, связывающих Нью-Йорк с разными пригородами, как правило на более далёком расстоянии.

#### Междугородный транспорт

##### Авиасообщение

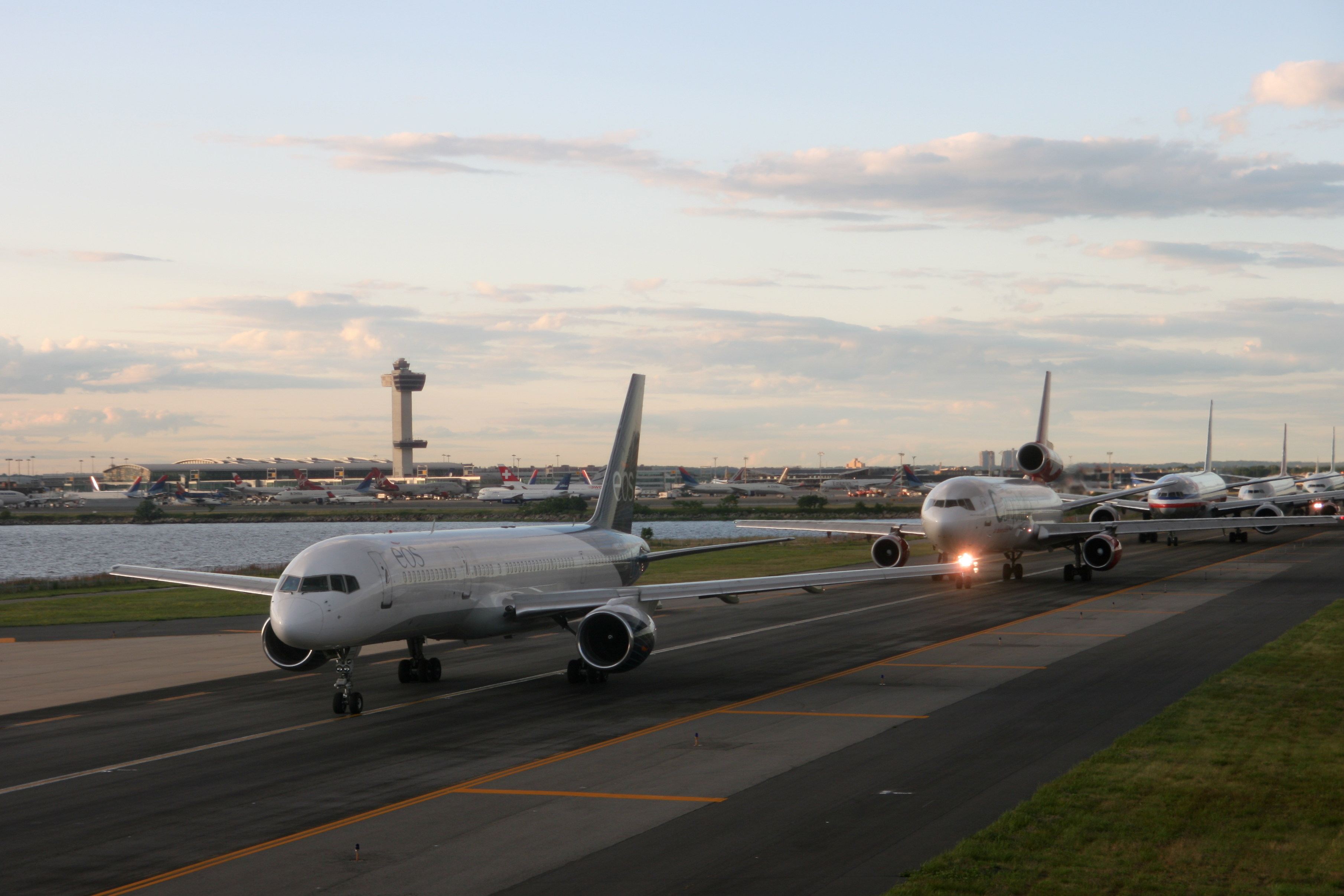
Международный аэропорт имени Джона Кеннеди

Воздушное пространство над Нью-Йорком является самым загруженным в Соединённых Штатах и одним из самых загруженных в мире. Тремя самыми крупнейшими аэропортами в агломерации Нью-Йорка являются международный аэропорт имени Джона Кеннеди (с 55,3 миллиона пассажиров), международный аэропорт Ньюарк Либерти (43,6 миллиона) и аэропорт Ла-Гуардия (29,0 миллиона); В 2022 году этими тремя аэропортами суммарно воспользовались 127,9 миллиона путешественников. В 2023 году аэропорт JFK и Ньюарк Либерти были соответственно самыми загруженными и четвёртыми по загруженности аэропортами в США по объёму международных авиапассажиров. По состоянию на 2011 год аэропорт имени Джона Кеннеди был самым загруженным аэропортом Северной Америки по объёму международных пассажиров.
Аэропорт Ла-Гуардия, описанный в 2014 году тогдашним вице-президентом Джо Байденом как «аэропорт, который путешественники увидят в какой-нибудь стране третьего мира», подвергся капитальной реконструкции стоимостью 8 миллиардов долларов при поддержке федерального правительства и штата, в рамках которого устаревшие терминалы и взлётно-посадочные полосы были полностью перестроены. Портовое управление Нью-Йорка и Нью-Джерси также планирует увеличить пассажиропоток в четвёртом аэропорту, Международном аэропорту Стюарт, расположенном недалеко от Ньюбурга, штат Нью-Йорк. Кроме того, в агломерации Нью-Йорка также находятся аэропорты Лонг-Айленд — Макартур в Айслипе, Трентон — Мерсер в Трентоне, Нью-Джерси и аэропорт округа Уэстчестер в Уайт-Плейнсе. Основным аэропортом авиации общего назначения, обслуживающим этот район, является аэропорт Тетерборо, расположенный в одноимённом городке в Нью-Джерси.

##### Железная дорога

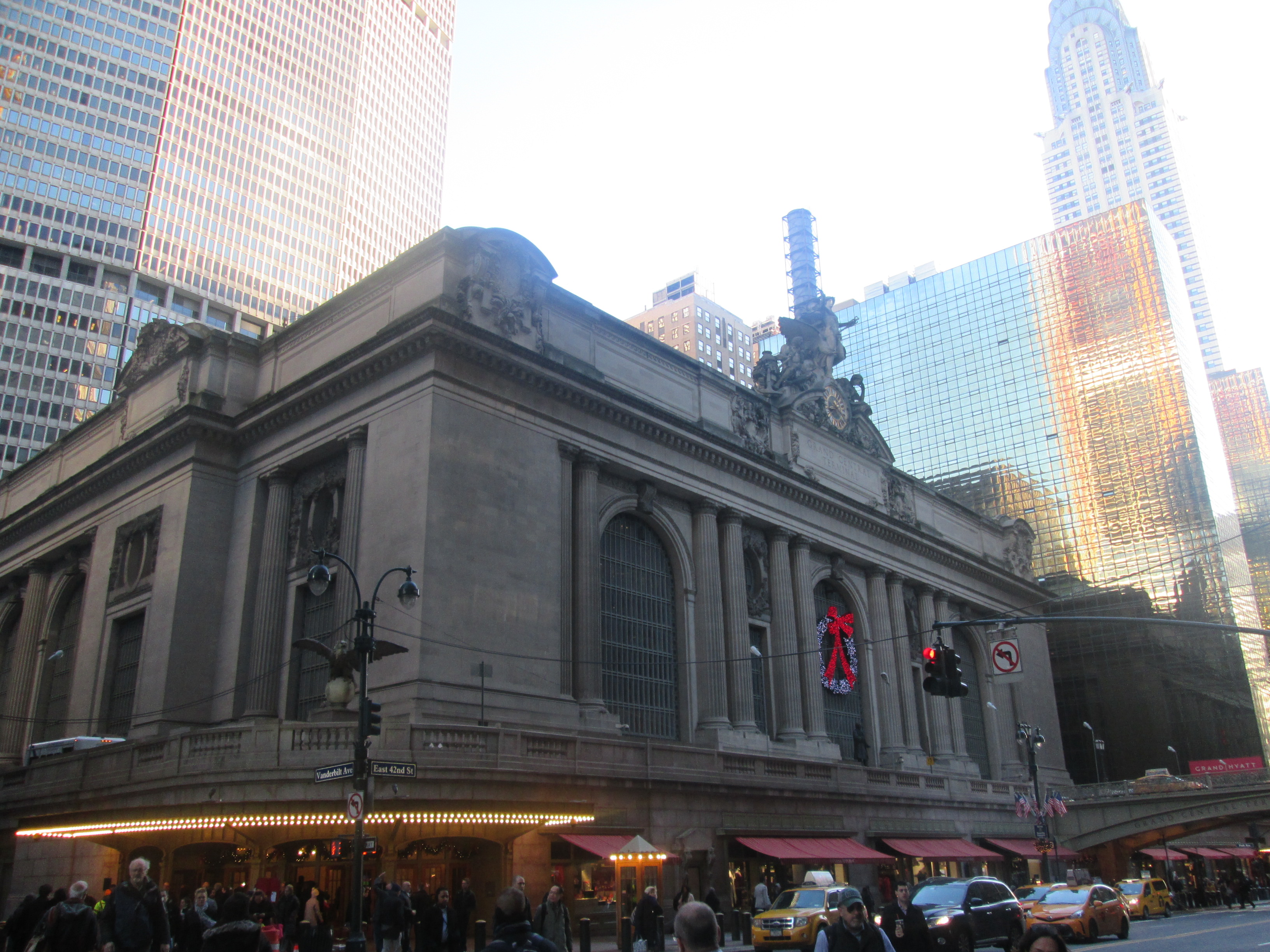
Центральный вокзал

Пассажирское железнодорожное сообщение в США (за исключением пригородного) осуществляется фирмой Амтрак. В Нью-Йорке пунктом отправления и прибытия поездов Амтрака является Пенсильванский вокзал («Penn Station»). Так называемый Северо-восточный Коридор (Northeast Corridor) является самой загруженной и самой скоростной железнодорожной магистралью в стране. С 2000 года по нему курсируют скоростные поезда «Асела», которые хоть и уступают по скорости своим западноевропейским и азиатским собратьям, но всё-таки предоставляют надёжную альтернативу воздушному транспорту. Несмотря на относительно высокую стоимость билетов (по сравнению с междугородними автобусами), количество пассажиров на поездах, связывающих Нью-Йорк с Бостоном и Вашингтоном — как на «Аселе», так и на обычных, — продолжает расти. Прежде всего, это деловые люди, готовые заплатить более высокую цену за более надёжное и пунктуальное обслуживание.
Помимо Северо-восточного Коридора, с Пенсильванского вокзала также отправляются поезда дальнего следования, связывающие Нью-Йорк с такими городами, как Питтсбург, Чикаго, Майами, Новый Орлеан, Монреаль, Торонто и другие. В Чикаго осуществляется пересадка на поезда в западные регионы США.
Помимо Пенсильванского вокзала (исторически принадлежавшего одноимённой дороге), имеется также центральный вокзал (Grand Central Terminal), являющийся крупнейшим в мире по числу платформ и путей. Исторически он принадлежал Нью-Йоркской Центральной дороге (New York Central). До 1991 года поезда Амтрака, связывающие Нью-Йорк с Ниагарой и Торонто, прибывали и отправлялись с Grand Central. Однако с восстановлением соответствующего соединительного перегона Амтрак покинул Grand Central и сосредоточил все свои нью-йоркские маршруты на Пенсильванском вокзале. С тех пор Grand Central обслуживается лишь Metro North. В настоящее время идёт строительство тоннельных перегонов, которые свяжут Grand Central с LIRR.

##### Автобусы
Междугородные автобусы отправляются из Нью-Йорка во многие города на Восточном побережье (и за его пределами) и традиционно являются самым дешёвым способом проезда по стране. До недавнего времени подавляющее большинство междугородних автобусных перевозок по США осуществлялось компанией «Грейхаунд». В настоящее время, однако, количество междугородних автобусных перевозчиков значительно возросло. Очень популярны на Восточном побережье так называемые Чайнатауновские автобусные компании (например Fung Wah, курсирующая между Нью-Йорком и Бостоном). Не менее популярными являются компании MegaBus и BoltBus. В настоящее время власти Нью-Йорка занимаются поиском возможности добиться более организованного и безопасного процесса посадки и высадки пассажиров междугородних автобусов, многие из которых принимают пассажиров прямо на улице, по причине ограниченной пропускной способности автовокзала Port Authority.
Наблюдаемый в последнее время рост количества междугородних автобусных перевозчиков связан с ростом количества их пассажиров, одной из причин которого явились низкие цены на билеты. Однако рост числа пассажиров на автобусах вовсе не убавляет от также растущего числа пассажиров на поездах. Те, для кого важно сэкономить деньги, предпочитают автобус несмотря на его подверженность пробкам, в то время как те, для кого важно вовремя и с комфортом прибыть в пункт назначения, предпочтут поезд несмотря на более высокую стоимость билета.

### Сооружения инфраструктуры
Расположенный на отдельных островах и полуостровах, город располагает большим количеством мостов и тоннелей. Смежные части города между собой, а также с примыкающими городами Джерси-Сити, Ньюарк и др. одновременно соединены, как правило, несколькими мостами и тоннелями.

#### Мосты
Наиболее знамениты мосты Бруклинский, Вильямсбургский, Манхэттенский и Веррацано, одни из самых крупных в мире висячих мостов.

#### Тоннели
Самый известный из городских и первый в мире из подводных автотоннелей, Гудзонов тоннель и другие тоннели соединяют Манхэттен с другими частями города (кроме Статен-Айленда).

## Культура

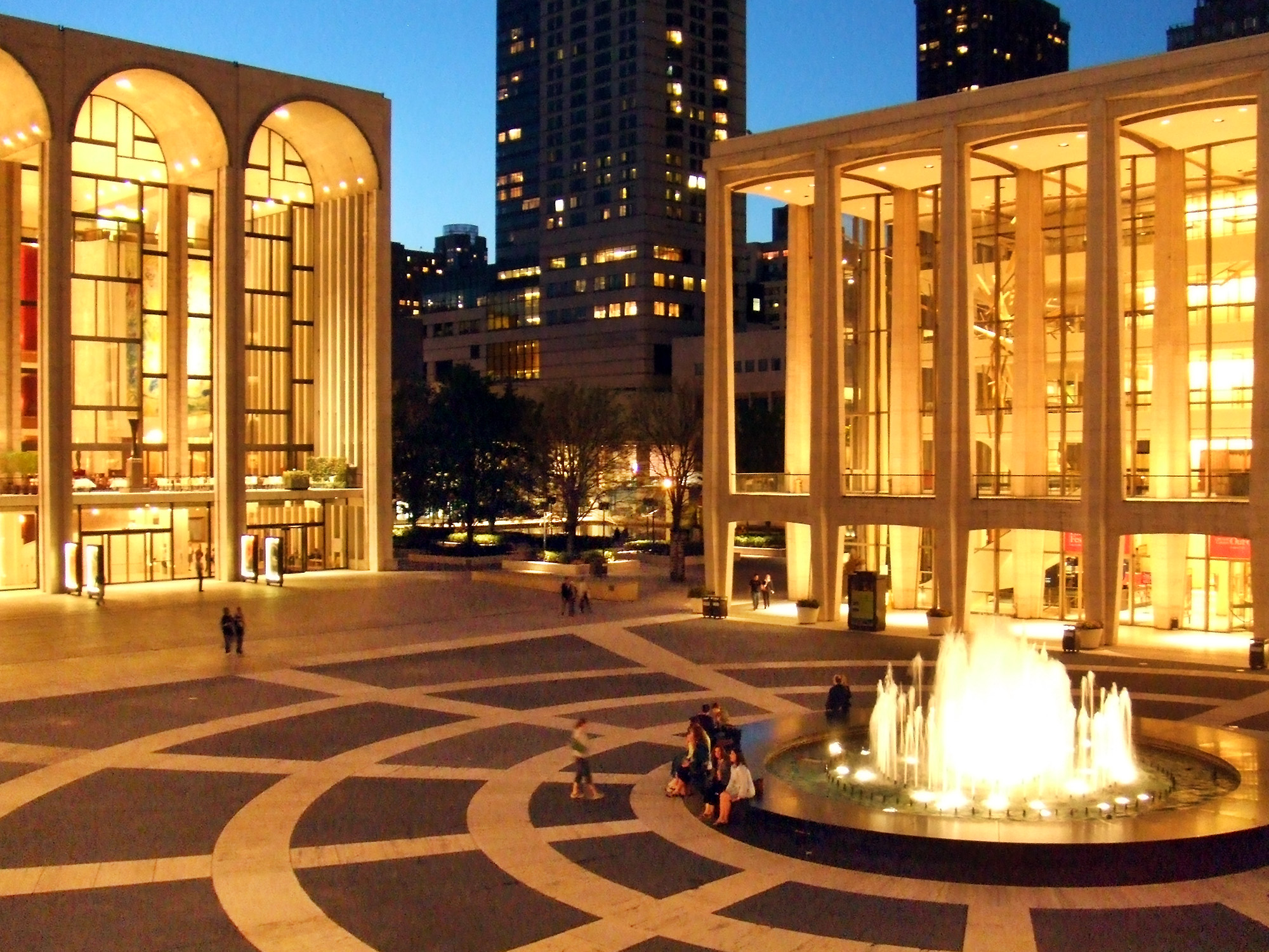
Линкольн-центр

Нью-Йорк — центр культуры и информации. Здесь находятся штаб-квартиры главных телевизионных компаний США — CBS и NBC, действуют более 100 зарегистрированных радиостанций, вещающих в средневолновом и ультракоротком диапазонах, печатаются наиболее массовые журналы («Ньюсуик», «Тайм», «Форчун») и газеты с международной репутацией: The New York Times, Daily News, New York Post и рупор американского бизнеса The Wall Street Journal, имеющий самый большой в США тираж. В городе выходят газеты более чем на 40 языках.
Средства массовой информации ежедневно разносят вести о бесконечной череде событий в разнообразной и бурно протекающей культурной жизни Нью-Йорка. О новинках всемирно известного Бродвея, располагающего 38 сценическими площадками и являющегося бесспорным театральным законодателем всей страны. О достижениях отечественного и зарубежного кинематографа, образцы которого демонстрируются примерно в 400 кинотеатрах — от исполинского Радио-Сити мюзик-холла на 6,2 тыс. мест до совсем крошечных зальчиков.
Крупнейший культурный комплекс Нью-Йорка — Линкольн-центр. Самые известные городские концертные залы — Карнеги-холл, Нью-Йорк Сити-сентер, Эвери-Фишер-холл, Алис Талли-холл, оперные театры — «Метрополитен-опера» и Нью-Йорк сити опера.
Нью-Йорк является одним из городов, наиболее часто упоминаемых в художественных произведениях.

### Архитектура

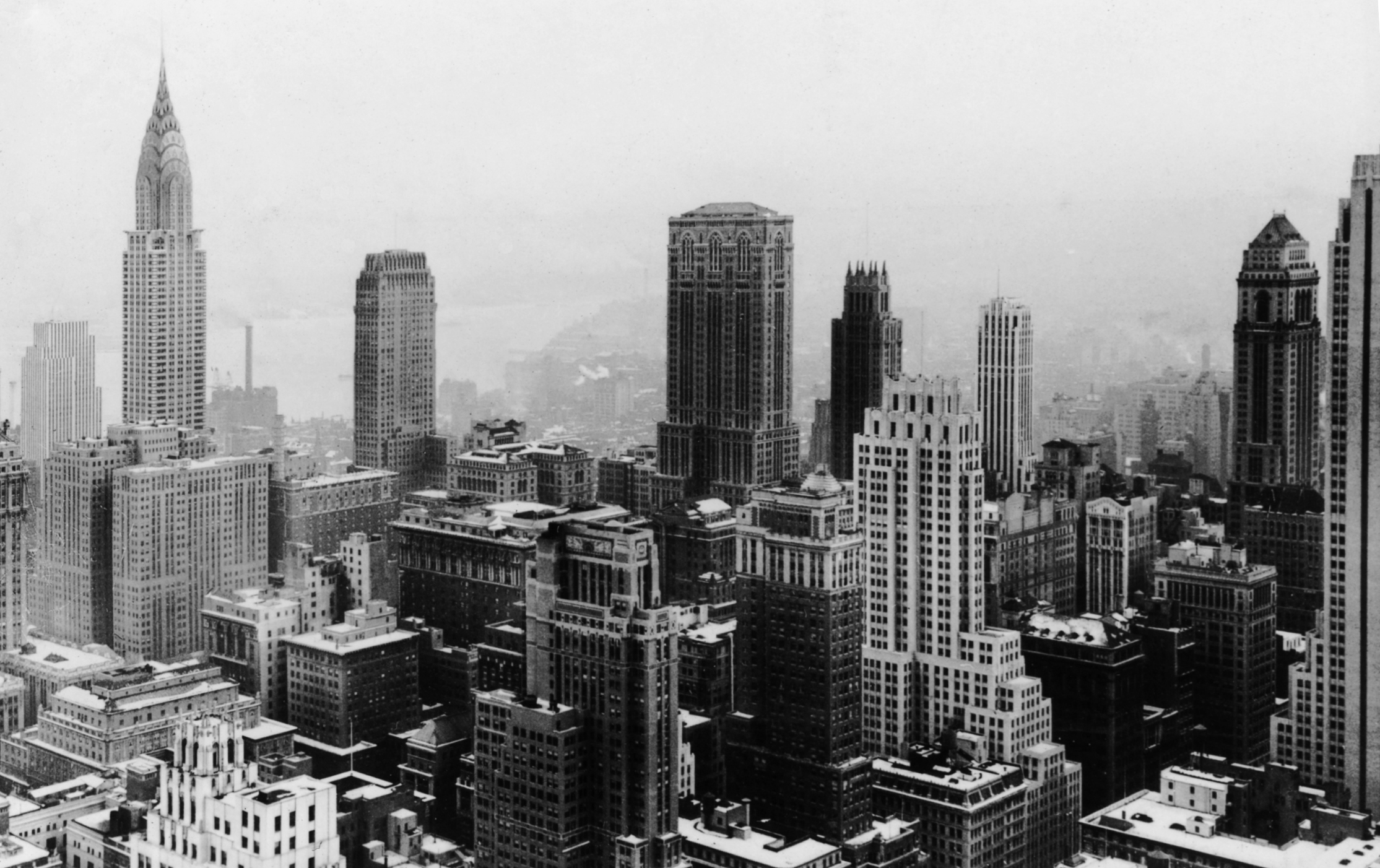
Нью-Йорк с крыши Рокфеллеровского центра 1932

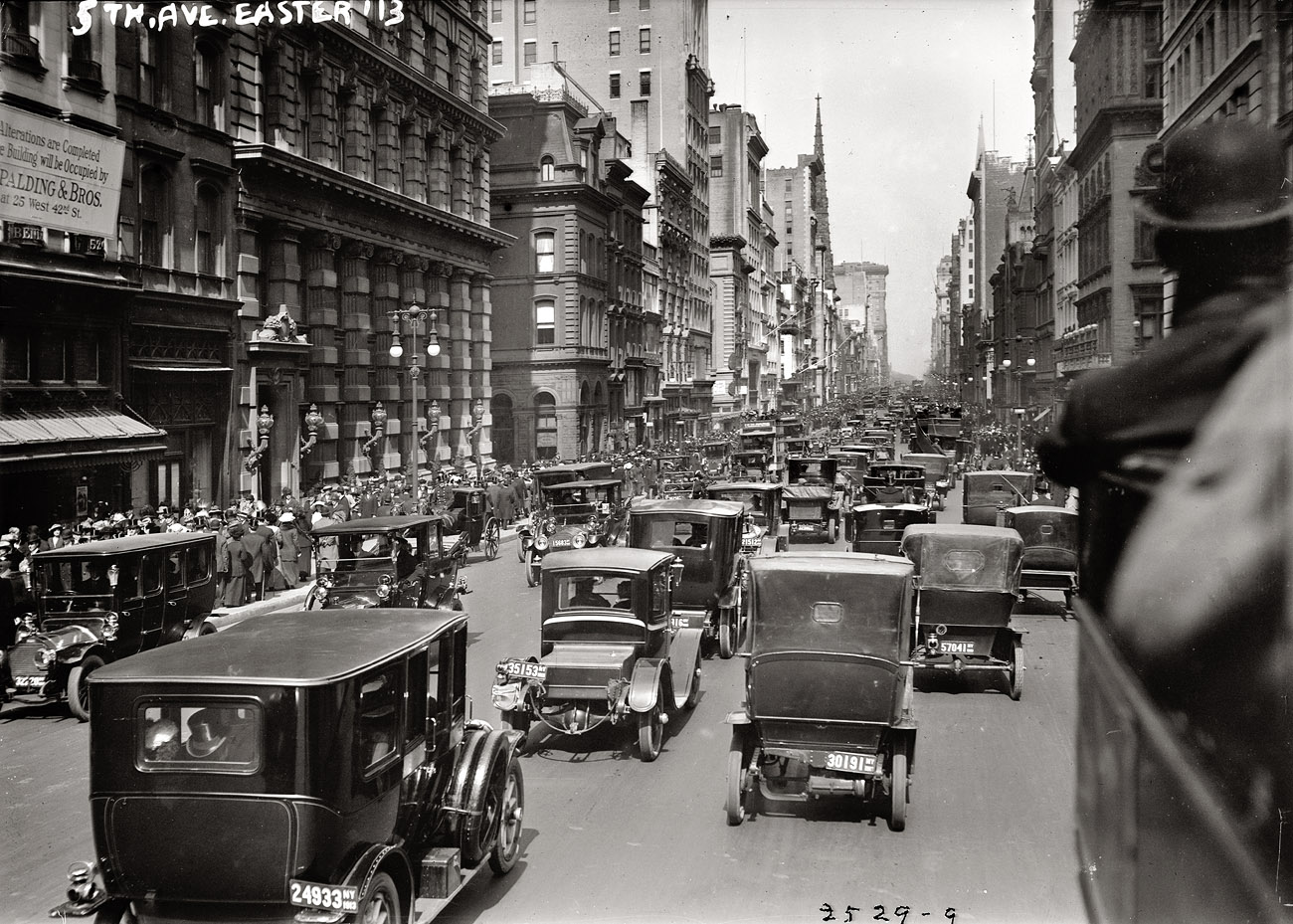
Застройка Пятой авеню в 1913 году. Фото со второго этажа автобуса

Нью-Йорк — город сравнительно молодой, и его планировка не отягощена многовековыми наслоениями исторических и архитектурных эпох. Первые два века его истории оставили свой след лишь на южной оконечности Манхэттена, примерно на площади, соответствующей нынешнему Финансовому кварталу (около одного квадратного километра). В середине XVII века территория Нового Амстердама была ещё меньше: северная граница города проходила по деревянной стене (вдоль нынешней Уолл-стрит) и ограничивала территорию примерно в 22 гектаров. Направления улиц пролегали вдоль побережья реки Гудзон и пролива Ист-Ривер.
Дальнейшая застройка города складывалась поначалу нерегулярно. Градостроительного плана развития Нью-Йорка в современном понимании не было. Район Гринвич-Виллидж начал застраиваться в западно-восточном направлении. В 1811 году двухпалатный законодательный орган штата Нью-Йорк принял «комиссионный» план застройки и продажи земли на территории штата от современной 14-й стрит до северной оконечности Манхэттена. План предусматривал строго ортогональную ориентацию улиц по всей незастроенной территории острова. Таким образом, город не получал одного ярко выраженного центра. Хотя план подвергался критике за монотонность, дальнейшее развитие урбанистики подтвердило его правильность: автомобильное движение по равномерно распределённым улицам значительно менее подвержено пробкам, чем в старых европейских городах радиально-кольцевой структуры.
Улицы, параллельные Гудзону, получили название «авеню» (от первой до двенадцатой с востока на запад и дополнительно от A до D в районе Ист-Виллидж — Алфабет-Сити), поперечные нумеровались цифрами и назывались «стрит». Весь город оказался разбит на кварталы площадью около 2 га. Планировалось создать 16 продольных авеню и 155 поперечных улиц. В 1853 году между 5-й и 8-й авеню (от 59-й до 110-й улицы) было выделено место для Центрального парка. Некоторые улицы получили впоследствии собственные имена (Парк-авеню, Вест-энд и др.). Другие улицы были проложены дополнительно (Мэдисон-авеню, Лексингтон-авеню).
Исключение составляет Бродвей: он пересекает практически весь Манхэттен по диагонали и продолжается в Бронкс. Согласно легенде, линия одной из самых знаменитых улиц мира повторяет тропу, по которой индейцы гнали скот на водопой.
В настоящее время архитектура города имеет две мощные доминанты, подчёркнутые обилием небоскрёбов: Финансовый квартал и Средний Манхэттен. Часть города западнее 5-й авеню называется западной, остальная — восточной. Поперечные улицы имеют, таким образом, различное наименование в разных частях города, например, 42-я Западная и 42-я Восточная улицы.

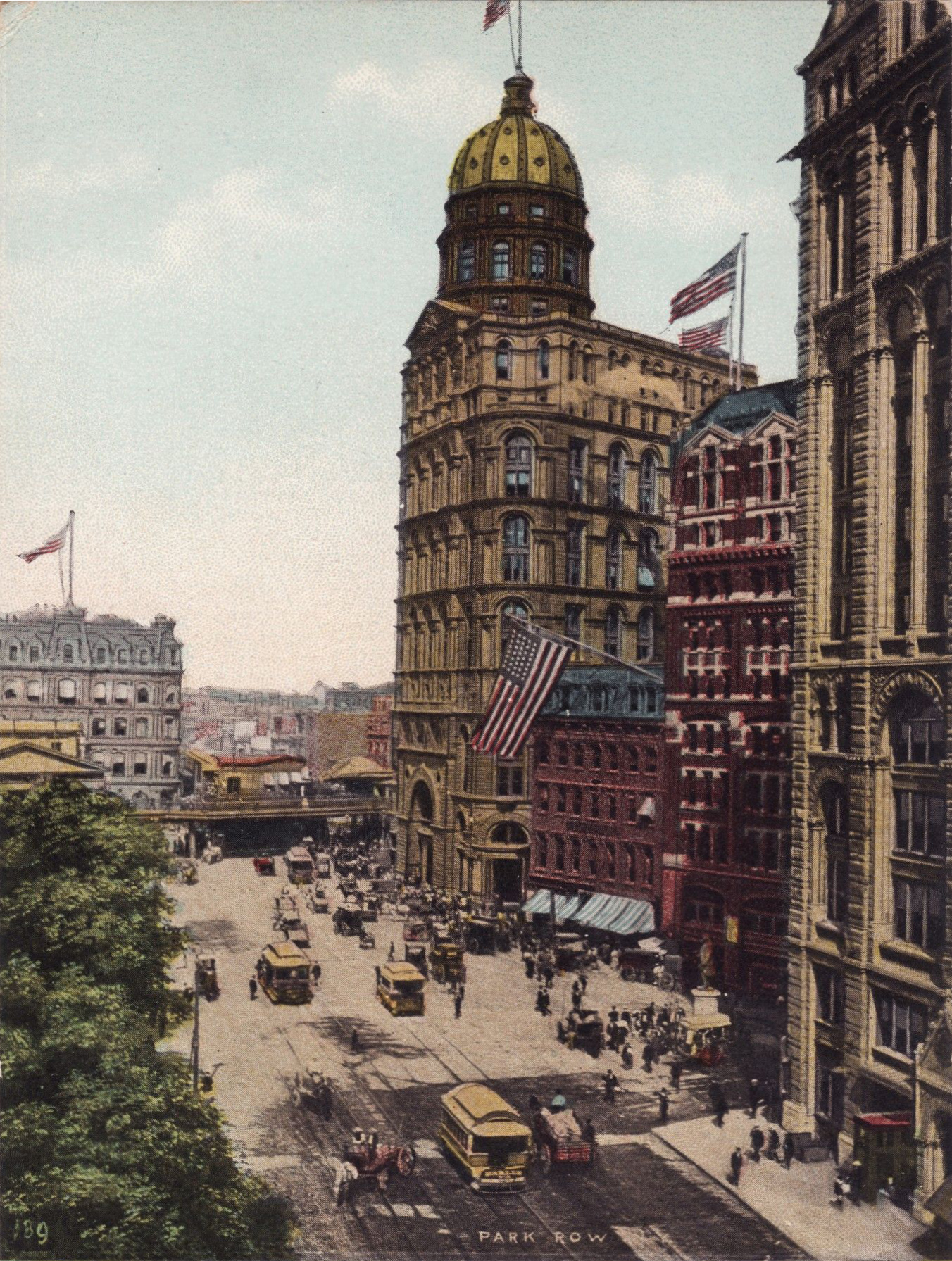
Уорлд билдинг — высочайшее здание Нью-Йорка в период с 1890 по 1899 год.

В XVII—XVIII веках в строительстве преобладали деревянные каркасные и бревенчатые дома, устройство которых было перенесено из Европы тогдашними колонистами. Однако после опустошительного пожара 1835 года деревянное строительство было ограничено. В XIX веке город застраивается домами преимущественно из кирпича и природного камня, которые завозился из каменоломен Новой Англии. Все здания выше шести этажей должны были быть оснащены водонапорными резервуарами для того, чтобы снизить необходимое давление в водопроводных магистралях.

Строительство башен-близнецов. Начало лета 1971 года

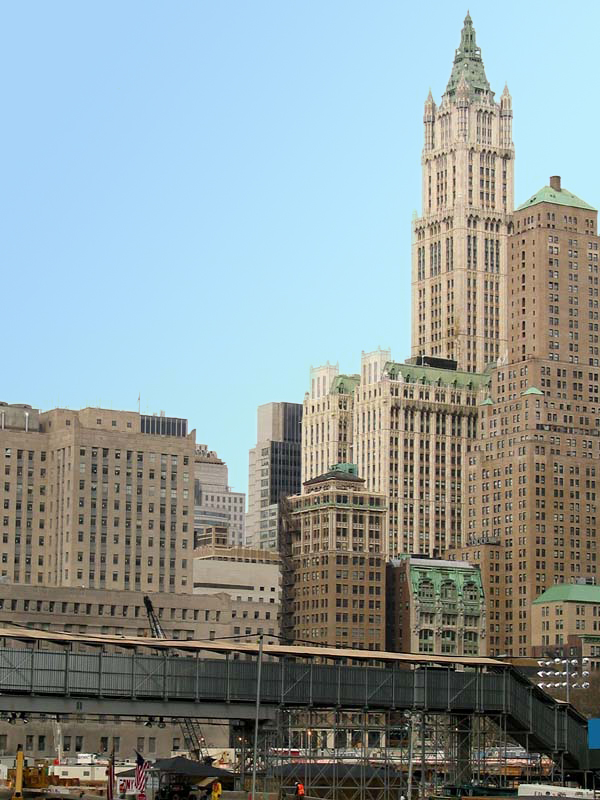
Вулворт-билдинг

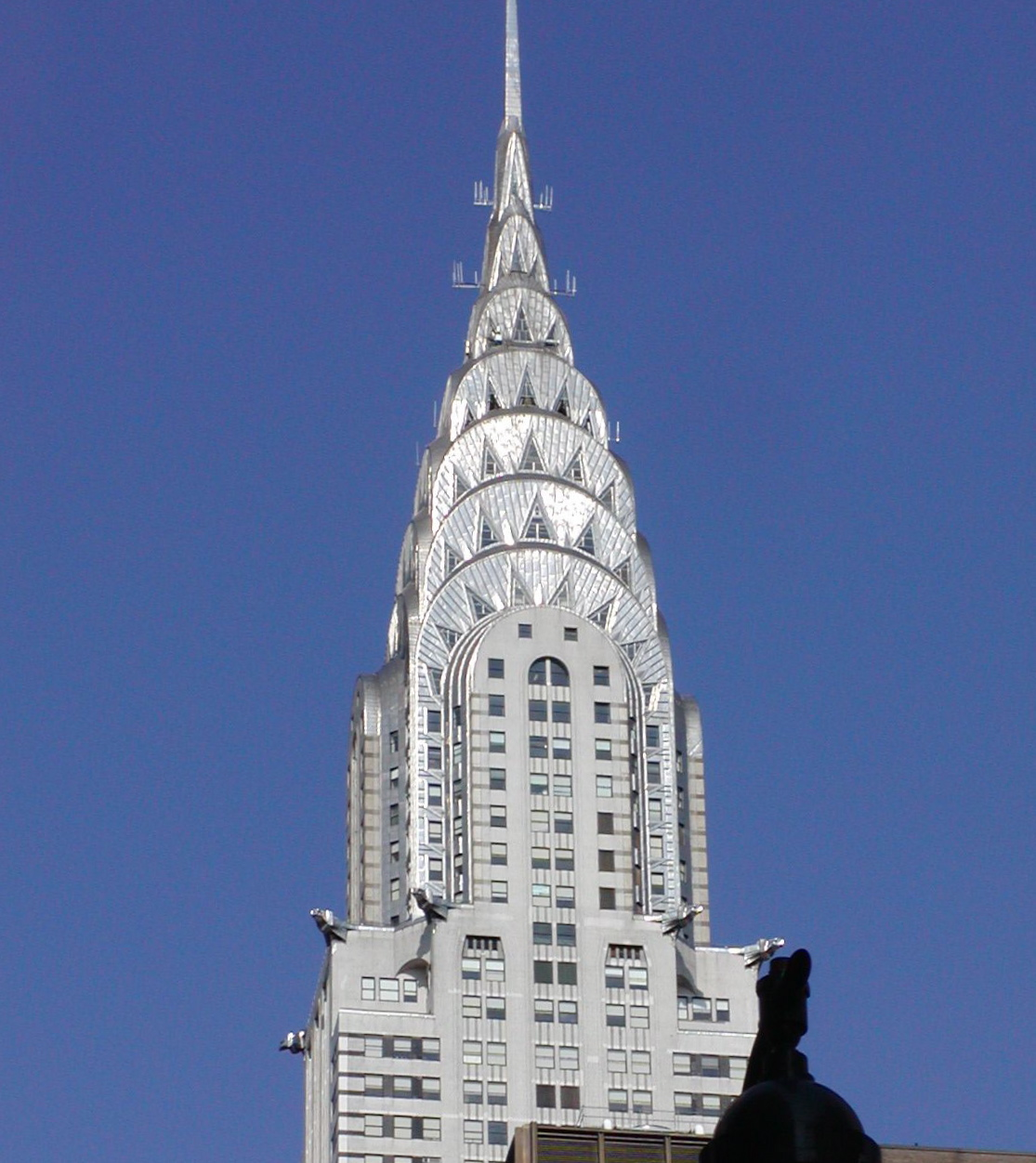
Крайслер-билдинг, верхняя часть

#### Небоскрёбы
Основу современной архитектуры Нью-Йорка составляют небоскрёбы, то есть здания высотой свыше 150 м. Хотя первые небоскрёбы появились в Чикаго, а сейчас распространены во всём мире, архитектурный облик Нью-Йорка по праву ассоциируется со сверхвысотным строительством. В городе построено свыше 5500 высотных зданий, из них 50 имеют высоту свыше 200 м. По количеству таких зданий Нью-Йорк уступает только Гонконгу. Развитию высотного строительства способствовала замкнутость территории (центр города стоит на острове), высокая цена земли, а также наличие прочных скальных пород, выходящих практически на поверхность (например, в Центральном парке).
Из-за необходимости естественного освещения небоскрёбы всё же не стоят «плечом к плечу», а чередуются с менее высокими зданиями. Несмотря на вынужденное сходство, высотные здания Нью-Йорка довольно разнообразны по архитектуре. Большинство небоскрёбов имеют собственные имена. Так, одно из первых офисных высотных зданий на Бродвее, получившее имя «Боулинг Грин» (Bowling Green Offices), построили для судоходных компаний в 1898 году английские архитекторы братья Уильям Джеймс и Джордж Эшдаун Одсли. 17-этажное здание было выполнено в лаконичном стиле греческого возрождения с использованием классических ордеров.
Первым же небоскрёбом Нью-Йорка считается несохранившийся «Нью-Йорк-Уорлд-билдинг», построенный в 1890 году. Его высота составляла 106 метров. Хотя и не первое высотное строение в городе, Уорлд-билдинг стал первым зданием, превзошедшим по высоте 85-метровую Церковь Троицы. Уорлд-Билдинг оставался высочайшим зданием города до 1899 года, а в 1955 году был разрушен для того, чтобы освободить место под строительство нового въезда на Бруклинский мост.
В 1907 году практически на берегу реки Гудзон архитектор Касс Гилберт (1859—1934) построил здание высотой 99 м, предназначенное также для судоходных компаний. Чёткое членение верхней части фасада колоннами и пирамидальное завершение крыши придаёт зданию некоторое сходство с Вестминстерским Биг-Беном. В настоящее время здание носит название Уэст-Стрит-билдинг (West Street Building).
Офисное здание Вулворт высотой 241 метра, построенное в 1913 году тем же Кассом Гилбертом, задумано в неоготическом стиле. Как и большинство зданий в городе, оно имеет мощный стальной каркас. Здание облицовано глазурованными керамическими плитками (т. н. «архитектурная терракота»), имитирующими резьбу по камню. Небоскрёб увенчан крышей с медным покрытием, ставшим от времени зеленоватым.
Одним из наиболее заметных зданий города является 319-метровый Крайслер-билдинг, построенный в 1930 году архитектором Уильямом ван Эленом для штаб-квартиры одноимённой автомобильной компании. Это было первое в мире здание, превысившее высоту 1000 футов. Проект, выполненный в постмодернистском стиле Арт-деко, имеет навершие с огромными дугами стального цвета, символизирующими колёса автомобиля.
Высочайшее здание Нью-Йорка — 104-этажный небоскрёб ВТЦ 1 высотой 417 м (541,3 м со шпилем). Он был построен на Манхэттене в 2013 году и является первым по высоте в США и 3-м по высоте в мире. Бо́льшая часть небоскрёбов в Нью-Йорке сосредоточена на Манхэттене, хотя свои высотные здания есть и в других боро.
Архитектура и особая атмосфера Нью-Йорка привлекает множество художников и фотографов.

### Парки
В самом центре города расположены «лёгкие Нью-Йорка» — Центральный парк, являющийся любимым местом отдыха горожан, и благодаря кинематографу и телевидению ставший одним из самых известных парков в мире. На территории парка расположен один из городских зоопарков. Парк посещают около 25 миллионов человек в год.
На южной оконечности Манхэттена расположен Бэттери-парк — одна из старейших зон отдыха в Нью-Йорке, на территории которой расположено большое количество памятников.

### Нравы
Женщинам Нью-Йорка официально разрешено ходить по городу с обнажённой грудью. Такое решение было принято Верховным судом штата Нью-Йорк ещё в 1992 году. Тем не менее фотографа из Бронкса Холли Ван Воаст, за 2011 и 2013 год, полиция десять раз арестовывала за демонстрацию груди в публичных местах. После этого, в мае 2013 года, Холли Ван Воаст подала федеральную жалобу против властей города за неправомерные задержания. В итоге судья по фамилии Титоун постановила, что запрещать женщине находиться в общественном месте топлес есть не что иное как дискриминация по половому признаку, и сняла все обвинения.

## Спорт

### Американский футбол

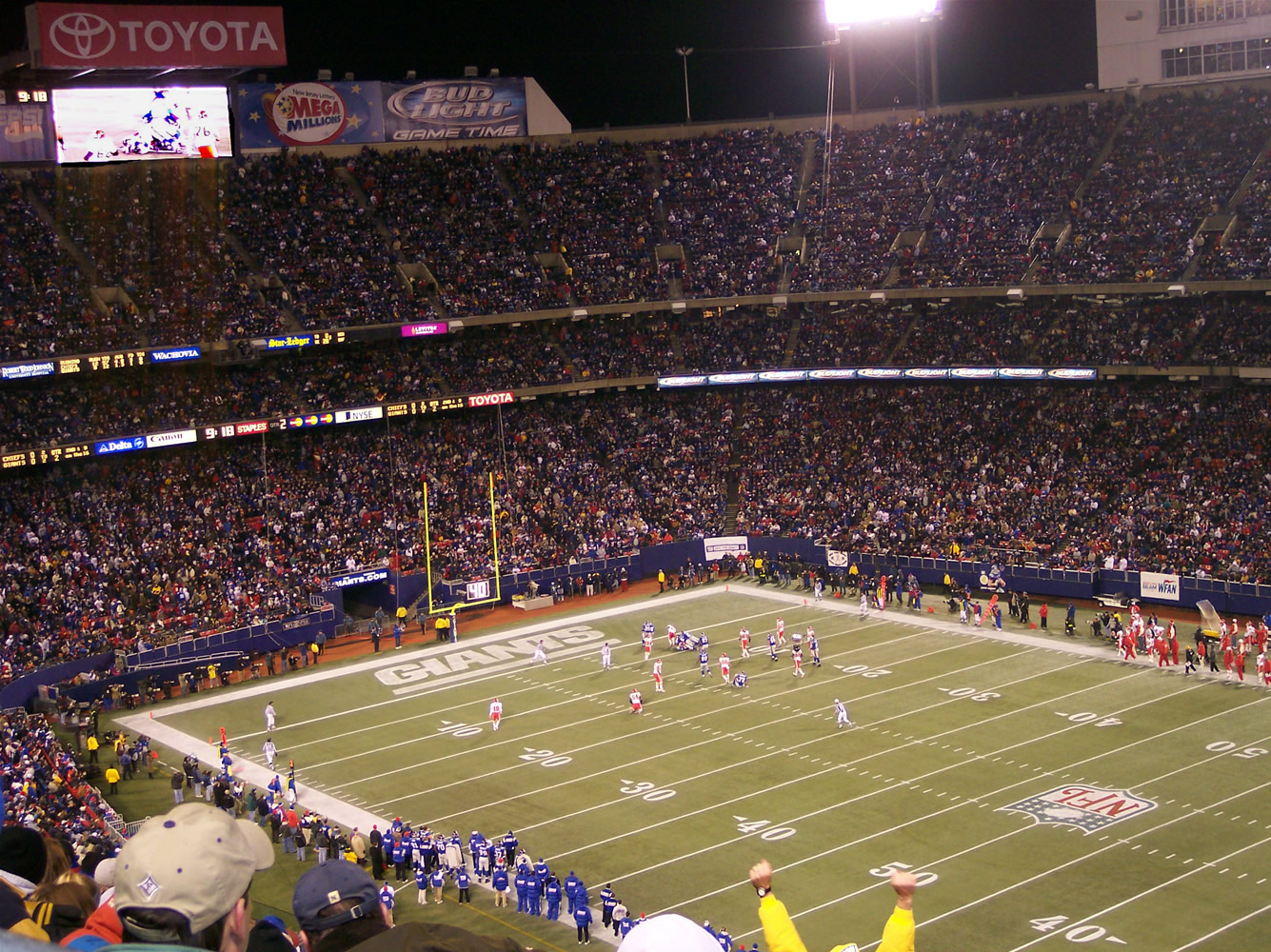
Нью-Йорк Джайентс

- Нью-Йорк Джайентс
- Нью-Йорк Джетс

### Баскетбол
- Нью-Йорк Никс
- Бруклин Нетс

### Бейсбол
- Нью-Йорк Янкис
- Нью-Йорк Метс

### Футбол
- Нью-Йорк Ред Буллз
- Нью-Йорк Сити

### Хоккей
- Нью-Йорк Рейнджерс
- Нью-Йорк Айлендерс

### Теннис
В Нью-Йорке ежегодно (в конце августа — начале сентября) проходит заключительный теннисный турнир из четырёх турниров серии Большого Шлема — Открытый чемпионат США по теннису.

## Преступность

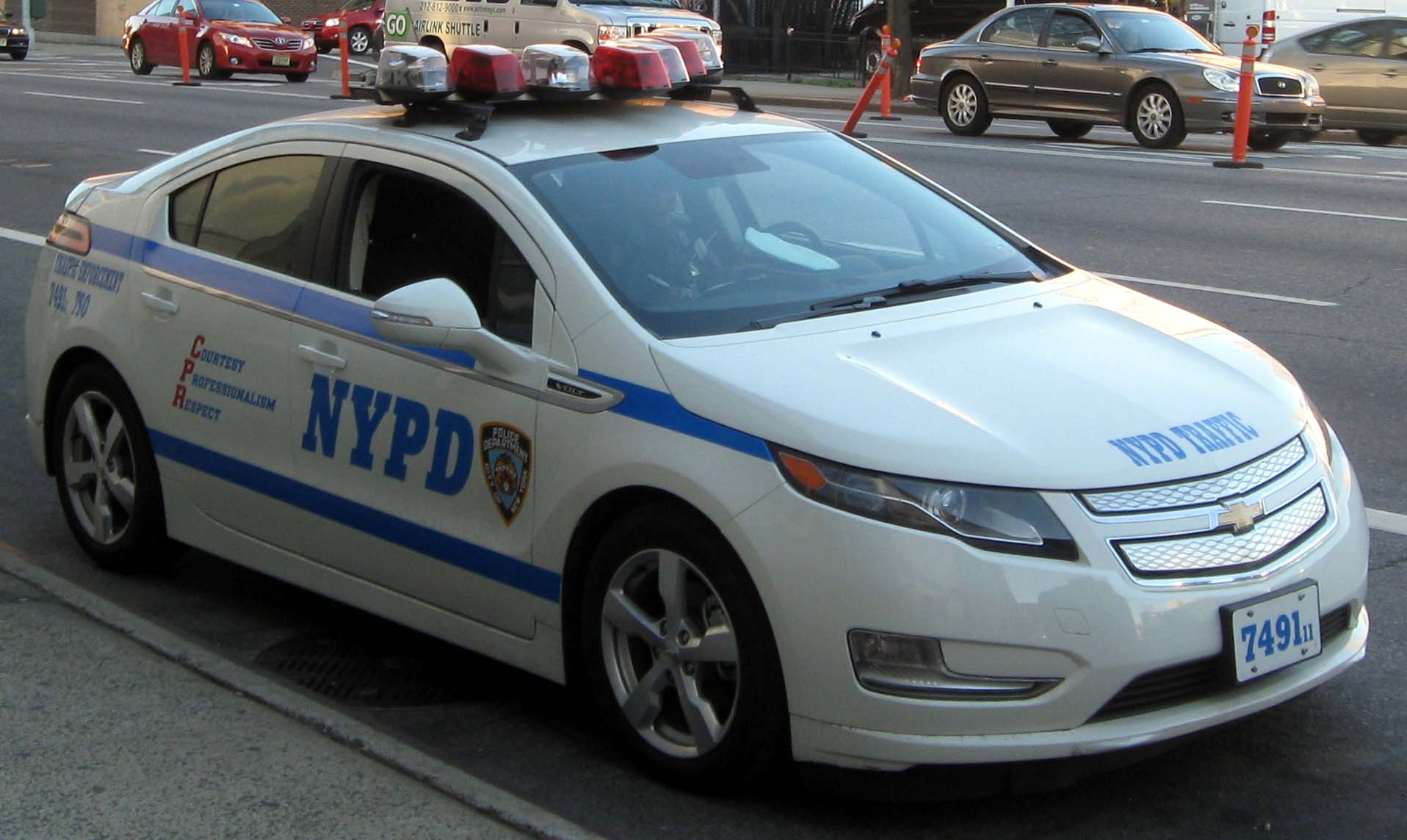

С 2005 года у Нью-Йорка самый низкий индекс преступности среди 25 крупнейших американских городов. Он стал значительно безопаснее по сравнению со временем всплеска преступности в 1980-х и в начале 1990-х, который захватил его пригороды. В 2002 году Нью-Йорк в индексе преступности находился на 197-м месте среди 216 американских городов с численностью населения больше чем 100 000 человек. Количество тяжких преступлений в Нью-Йорке с 1993 до 2005 года уменьшилось больше чем на 75 %. В 2005 году уровень убийств был на самом низком уровне с 1966 года, и в 2007 году было совершено меньше 500 убийств впервые с начала статистического учёта в 1963 году. Та же тенденция сохранилась и в 2009 году. При этом социологи и криминалисты не пришли к общему мнению, чем можно объяснить столь значительное снижение преступности. 28 ноября 2012 года вошло в современную историю Нью-Йорка как день, когда в крупнейшем мегаполисе США не было совершено ни одного преступления с применением насилия — убийства, изнасилования, ограбления, драки.

## Города-побратимы
Список городов-побратимов Нью-Йорка:
- Алжир, Алжир
- Бразилиа, Бразилия (2004)
- Будапешт, Венгрия (1992)
- Бурос[вд], Швеция
- Джакарта, Индонезия
- Дубай, ОАЭ
- /  Иерусалим, Израиль / Государство Палестина (1993)
- Йоханнесбург, ЮАР (2003)
- Каир, Египет (1982)
- Кали, Колумбия
- Ла-Пас, Боливия
- Лондон, Великобритания (2001)
- Мадрид, Испания (1982)
- Марракеш, Марокко
- Мехико, Мексика
- Осло, Норвегия
- Пекин, Китай (25 февраля 1980)[61]
- Санто-Доминго, Доминиканская Республика (1983)
- Сеул, Республика Корея
- Тель-Авив, Израиль (1996)
- Токио, Япония (29 февраля 1960)[62]
- /  Тырговиште, Румыния / Румыния[63]
- Шанхай, Китай (2013)

### Города-партнёры
- Рим, Италия (1992)